# Lịch sử hành chính Thanh Hóa

Bản đồ hành chính tỉnh Thanh Hóa năm 2015

Thanh Hóa là một tỉnh thuộc vùng Bắc Trung Bộ, miền Trung Việt Nam. Phía bắc giáp tỉnh Sơn La, tỉnh Phú Thọ và tỉnh Ninh Bình, phía nam giáp tỉnh Nghệ An, phía đông giáp vịnh Bắc Bộ, phía tây giáp tỉnh Hủa Phăn của Lào. Lịch sử hành chính Thanh Hóa phản ánh quá trình thay đổi địa danh và địa giới hành chính của tỉnh Thanh Hóa từ thời kỳ dựng nước cho tới hiện đại. Vào thời điểm hiện tại (năm 2025), tỉnh Thanh Hóa có 166 đơn vị hành chính cấp xã, gồm 147 xã và 19 phường.

## Thời cổ đại

### Thời kỳ dựng nước
Địa phận Thanh Hóa vào thời Văn Lang gồm bộ Quân Ninh và phần lớn bộ Cửu Chân. Bộ Quân Ninh chính là khu vực các huyện Cẩm Thủy, Thạch Thành, Hà Trung, Bỉm Sơn của Thanh Hóa và gần toàn bộ tỉnh Ninh Bình ngày nay (trừ huyện Kim Sơn), còn bộ Cửu Chân gồm phía nam Thanh Hóa và bắc Nghệ An.

### Nhà Hán
Thời kì thuộc nhà Hán, Thanh Hóa thuộc quận Cửu Chân. Quận Cửu Chân vào đầu thời kì thuộc Hán gồm có bảy huyện là Tư Phố, Cư Phong, Đô Lung, Dư Phát, Hàm Hoan, Vô Thiết, Vô Biên. Thời Hậu Hán, quận Cửu Chân gồm năm huyện là Tư Phố, Cư Phong, Hàm Hoan, Vô Công (Vô Thiết), Vô Biên. Trong đó, huyện Hàm Hoan tương ứng với Nghệ An và Hà Tĩnh ngày nay còn huyện Vô Công hay Vô Thiết tương ứng với các huyện Gia Viễn, Nho Quan, Yên Khánh, nói cách khác là gần như toàn bộ tỉnh Ninh Bình ngày nay (trừ huyện Kim Sơn).
Quận trị của quận Cửu Chân là thành Tư Phố, thuộc huyện Tư Phố ở hữu ngạn sông Mã, nay là khu vực làng Ràng, xã Thiệu Dương, thành phố Thanh Hóa. Huyện Dư Phát nằm ở khu vực Lạch Trường, thời đó là cửa chính của sông Mã, ở về phía tả ngạn, nay là các huyện Hậu Lộc và Nga Sơn. Huyện Vô Biên nay là các huyện Vĩnh Lộc, Thạch Thành và Bỉm Sơn, Hà Trung, trị sở nằm ở khu vực thành nhà Hồ. Huyện Đô Lung nằm ở thượng lưu sông Mã, nay là khu vực từ huyện Cẩm Thủy ngược lên phía tây bắc. Huyện Tư Phố nằm ở tả ngạn sông Bồn Giang (sông Nhà Lê), nay thuộc các huyện Yên Định, Thiệu Hóa, Hoằng Hóa và phía bắc huyện Đông Sơn, phía bắc huyện Quảng Xương, phần lớn thành phố Thanh Hóa và thành phố Sầm Sơn. Huyện Cư Phong nằm ở hữu ngạn sông nhà Lê, nay thuộc huyện Thọ Xuân, Triệu Sơn, Nông Cống, phần lớn các huyện Đông Sơn và Quảng Xương. Huyện trị Cư Phong có thể ở khu vực Bất Căng Trung Vực thuộc huyện Thọ Xuân ngày nay.

### Thời Tam quốc và Lưỡng Tấn
Thời Tam Quốc, nhà Đông Ngô trực tiếp cai trị, tách quận Cửu Chân thành hai quận: Cửu Chân và Cửu Đức. Quận Cửu Chân lúc này gồm đất Thanh Hóa ngày nay và một phần phía nam Ninh Bình. Cửu Chân được chia làm 6 huyện: Tư Phố, Di Phong, Trạm Ngô, Kiến Sơ, Phù Lạc (hay Phú Lạc), Thường Lạc. Sang thời nhà Tấn, lập thêm huyện Tùng Nguyên, nâng lên tổng số 7 huyện.
Huyện Tư Phố vẫn giữ như thời Hán. Huyện Di Phong là huyện Cư Phong đời Hán. Huyện Kiến Sơ và huyện Phú Lạc ngày nay có thể là khu vực Thạch Thành, Vĩnh Lộc, Hà Trung, Bỉm Sơn, tức là tương ứng với huyện Vô Biên thời Hán. Huyện Thường Lạc sau là khu vực thị xã Nghi Sơn (trước năm 2020 là huyện Tĩnh Gia), có thể bao gồm cả khu vực phía nam huyện Nông Cống, vốn được chuyển về từ huyện Tĩnh Gia vào năm 1964. Huyện Tùng Nguyên được tách ra từ huyện Kiến Sơ vào thời nhà Tấn, ngày nay có thể là khu vực Nông Cống, Như Xuân, Như Thanh. Huyện Trạm Ngô chưa rõ vị trí.

### Thời Nam - Bắc triều
Thời nhà Tống, đất Thanh Hóa cùng với phía nam Ninh Bình vẫn là quận Cửu Chân, gồm các huyện cũ thời Tấn (Tư Phố, Di Phong, Trạm Ngô, Kiến Sơ, Phù Lạc, Thường Lạc, Tùng Nguyên) và thêm các huyện: Cao An, Quân An, Vũ Ninh, Ninh Di, trong đó huyện Cao An được tách ra từ huyện Thường Lạc
Thời nhà Tề, huyện Ninh Di bị giải thể, huyện Đô Lung (có từ thời Hán) đổi làm huyện Cát Lung. Thời nhà Lương, các quận được đổi hoặc chia thành các châu, quận Cửu Chân được Lương Võ đế đổi thành Ái Châu.

### Nhà Tùy
Thời nhà Tùy, Ái Châu được đổi lại là quận Cửu Chân, gồm các huyện: Tư Phố, Long An, Quân An, An Thuận và Nhật Nam. Huyện Tư Phố vẫn là huyện cũ từ thời nhà Hán, Tam quốc, Lưỡng Tấn và Nam Bắc triều. Huyện Nhật Nam ở phía đông bắc quận Cửu Chân, như vậy không chỉ bao gồm khu vực Vĩnh Lộc, Thạch Thành, Hà Trung như Đào Duy Anh nhận định, mà còn gồm cả các huyện Hậu Lộc, Nga Sơn và thị xã Bỉm Sơn (Thanh Hóa) và phía nam Ninh Bình. Huyện Quân An: ngày nay là khu vực Yên Định, Thiệu Hóa. Huyện Long An có thể ở khu vực Hoằng Hóa, Quảng Xương (và cả thành phố Sầm Sơn, một phần thành phố Thanh Hóa) ngày nay. Huyện An Thuận vốn là huyện Thường Lạc thời Tấn, nay là khu vực huyện Tĩnh Gia và có thể cả phía nam Nông Cống.

### Nhà Đường
Năm Vũ Đức thứ 5 (622), nhà Đường đổi quận Cửu Chân thành Ái Châu Cửu Chân quận, thường gọi là Ái Châu, thuộc Giao Châu đại tổng quản phủ. Nhà Đường tách phần đất của Cửu Chân thuộc Ninh Bình ngày nay để lập Trường Châu Văn Dương quận, năm 758 đổi thành Trường Châu. Ái Châu gồm bốn huyện là Cửu Chân, Tùng Nguyên, Dương Sơn, An Thuận, tại biên giới của Ái Châu lại đặt 7 châu: Tích, Thuận, Vĩnh, Tư, Tiền, Chân và Sơn. Sau đó đổi Vĩnh Châu làm Đô Châu, Tích Châu thành châu Nam Lăng, rồi lại gộp Đô Châu vào Tiền Châu, gộp Chân Châu và Tư Châu vào châu Nam Lăng, tiếp đó đổi An Châu thành huyện Long An, đổi Sơn Châu thành huyện Kiến Sơ.
Năm Thiên Bảo thứ 1 (742), đổi Ái Châu Thành quận Cửu Chân như cũ, năm Càn Nguyên thứ 1 (758) lại đổi về Ái Châu. Huyện Cửu Chân có thể tương ứng với huyện Tư Phố của các đời trước. Huyện An Thuận vốn có từ đời Tùy, năm 622 đặt là Thuận Chân, gồm cả các huyện Đông Hà, Kiến Xương, Biên Hà, năm 627 gộp lại thành An Thuận, ngày nay là khu vực huyện Tĩnh Gia. Huyện Sùng Bình vốn là huyện Long An đời Tùy, năm 622 chia thành An Châu và Sơn Châu, năm 627 đổi tương ứng thành Long An và Kiến Sơ. Năm 712, đổi Long An thành Sùng An và năm 757 lại đổi thành Sùng Bình, ngày nay là khu vực huyện Quảng Xương (và thành phố Sầm Sơn). Huyện Quân Ninh vốn là huyện Quân An đời Tùy, năm 622 đặt thêm huyện Vĩnh Châu, năm 624 đổi Vĩnh Châu thành Đô Châu, năm 627 nhập vào châu Nam Lăng. Phần còn lại của huyện Quân An được đổi thành Quân Ninh vào năm 757, nay là khu vực huyện Yên Định. Huyện Nhật Nam giữ như thời Tùy. Huyện Trường Lâm vốn là khu vực huyện Vô Biên đời Hán.

## Thời trung đại

### Thời Đinh, Tiền Lê, Lý
Nhà Đinh và Tiền Lê gọi là đạo Ái Châu. Nhà Lý thời kỳ đầu gọi là trại Ái Châu. Lý Công Uẩn chia cả nước thành 24 lộ, trong đó có Thanh Hóa lộ, (Thanh: trong sạch; Hoá: biến hoá). Tên gọi Thanh Hoá bắt đầu có từ đây. Năm 1029, nhà Lý đổi làm phủ Thanh Hoá, dời lỵ sở từ Đông Phố đến Duy Tinh (vùng đất các xã Văn Lộc, Mỹ Lộc, Thuần Lộc huyện Hậu Lộc ngày nay). Ruộng đất Thanh Hoá bắt đầu bị nhà vua lấy ban cho các đại thần dưới dạng phong ấp. Đó chính là chế độ phong kiến hình thành ở nước ta.

### Thời Trần, Hồ
Năm 1242, vua Trần Thái Tông đổi 24 lộ đời Lý thành 12 lộ, trong đó có Thanh Hóa phủ lộ.
Năm 1397 (năm Quang Thái thứ 10, đời vua Trần Thuận Tông), Lê Quý Ly làm phụ chính thái sư, cho đổi Thanh Hóa phủ lộ làm trấn Thanh Đô. Trấn Thanh Đô lúc này gồm 7 huyện và 3 châu (mỗi châu có 4 huyện):
Trong đó, 7 huyện là:
1. Huyện Cổ Đằng: ngày nay là một phần đất huyện Hoằng Hóa[25].
2. Huyện Cổ Hoằng: ngày nay là một phần đất huyện Hoằng Hóa[26].
3. Huyện Đông Sơn: ngày nay là huyện Đông Sơn[26], phần lớn thành phố Thanh Hóa (trừ các xã có tiền tố "Quảng" và các xã, phường bờ bắc sông Mã) và phía nam, đông nam của huyện Thiệu Hóa (8 xã thuộc hữu ngạn sông Chu, từ xã Thiệu Viên đến xã Thiệu Giao). Tên huyện Đông Sơn bắt đầu có từ đây[26].
4. Huyện Cổ Lôi: ngày nay là huyện Thọ Xuân, một phần đất huyện Thường Xuân, phía bắc cùng với phía tây của huyện Triệu Sơn (trước năm 1964 thuộc về huyện Thọ Xuân)[26] và 5 xã phía tây nam huyện Thiệu Hóa (từ thị trấn Hậu Hiền đến Thiệu Toán).
5. Huyện Vĩnh Ninh: ngày nay là huyện Vĩnh Lộc[26].
6. Huyện Yên Định: ngày nay vẫn là huyện Yên Định[26].
7. Huyện Lương Giang: ngày nay là phía bắc huyện Thiệu Hóa (tả ngạn sông Chu)[26] cùng một phần đất của huyện Thọ Xuân thuộc tả ngạn sông Chu.[ct 5]

Ba châu bao gồm:
1. Châu Thanh Hóa gồm: huyện Nga Lạc (là huyện Ngọc Lặc và một phần đất huyện Thọ Xuân ngày nay)[26]; huyện Tế Giang (là vùng đất phía Tây huyện Thạch Thành ngày nay)[27]; huyện Yên Lạc (là phía Đông huyện Thạch Thành ngày nay)[27]; huyện Lỗi Giang (là huyện Cẩm Thủy[27] và Bá Thước ngày nay).
2. Châu Ái gồm[27]: huyện Hà Trung (phần lớn huyện Hà Trung và phía Tây thị xã Bỉm Sơn ngày nay); huyện Thống Bình (tương đương với huyện Hậu Lộc ngày nay); huyện Tống Giang (tương đương phía Bắc huyện Nga Sơn, Đông Bắc huyện Hà Trung và phía Đông thị xã Bỉm Sơn ngày nay); huyện Chi Nga (tương đương phía Nam huyện Nga Sơn ngày nay).
3. Châu Cửu Chân gồm[28]: huyện Cổ Chiến (tương đương huyện Tĩnh Gia ngày nay, ngoại trừ phía bắc huyện, và một số xã phía nam huyện Nông Cống được sáp nhập từ huyện Tĩnh Gia năm 1964); huyện Kết Thuế (tương đương phía Bắc huyện Tĩnh Gia và phía Nam huyện Quảng Xương ngày nay); huyện Duyên Giác (tương đương phía Bắc huyện Quảng Xương ngày nay và các xã, phường có tiền tố "Quảng" của thành phố Thanh Hóa); huyện Nông Cống (bao gồm các huyện Nông Cống, Như Thanh, Như Xuân và một phần huyện Triệu Sơn ngày nay).

Năm 1430, Hồ Hán Thương đổi phủ Thanh Hóa thành phủ Thiên Xương. Sách Đại Nam nhất thống chí chép: "Phủ này (tức phủ Thiên Xương) cùng Cửu Chân và Ái Châu làm "tam phủ" gọi là "Tây Đô".

### Thuộc Minh
Năm 1407, nhà Minh đổi phủ Thiên Xương trở lại làm phủ Thanh Hóa như cũ, đặt thêm hai huyện: Lôi Dương, Thụy Nguyên. Về địa giới vẫn không đổi. Sách "Đại Nam nhất thống chí" cũng ghi: "Thời thuộc Minh lại làm phủ Thanh Hóa, lãnh 4 châu là Cửu Chân, ái Châu, Thanh Hóa, Quỳ Châu và 11 huyện". Trong đó, 11 huyện là Yên Định, Nông Cống, Vĩnh Ninh, Tống Giang, Cổ Đằng, Nga Lạc, Lương Giang, Lỗi Giang, Đông Sơn, Yên Lạc, Cổ Lôi. Cùng với việc đổi tên phủ vào năm 1407, một số huyện cũng được đổi tên: huyện Cổ Chiến đổi làm huyện Cổ Bình, huyện Thống Bình đổi làm huyện Thống Ninh.
Năm 1415, nhà Minh sáp nhập huyện Cổ Hoằng vào huyện Cổ Đằng, sáp nhập huyện Hà Trung với huyện Thống Ninh của châu Ái, huyện Duyên Giác với huyện Kết Duyệt (sửa lại là Kết Thuế) của châu Cửu Chân. Năm 1417, sáp nhập châu Quy của phủ Diễn Châu (mới giải thể năm 1415) vào phủ Thanh Hóa.
Năm 1419, sáp nhập huyện Yên Định vào huyện Vĩnh Ninh, huyện Lương Giang vào huyện Cổ Lôi, huyện Đông Sơn vào huyện Cổ Đằng, sáp nhập huyện Yên Lạc của châu Thanh Hóa vào bản châu (trực thuộc châu này), sáp nhập huyện Lỗi Giang của châu Thanh Hóa vào huyện Nga Lạc cùng thuộc châu này, sáp nhập huyện Tống Giang của châu Ái vào bản châu, sáp nhập huyện Nông Cống của châu Cửu Chân vào bản châu.

### Thời Hậu Lê
Năm Thuận Thiên thứ nhất (năm 1428), Lê Thái Tổ chia cả nước làm 5 đạo, Thanh Hóa thuộc Hải Tây đạo. Trong niên hiệu Thuận Thiên, Thanh Hóa gồm các huyện: Ứng Thụy, Bình Giang... Năm Thiệu Bình thứ 2 (năm 1435), đất Thanh Hóa gồm 6 phủ là Thiệu Thiên, Hà Trung, Tĩnh Gia, Thanh Đô, Trường Yên, Thiên Quan. Trong đó phủ Hà Trung kiêm lý huyện Thuần Hựu và thống hạt 3 huyện là Tống Giang, Nga Sơn và Hoằng Hóa.
Năm Quang Thuận thứ 7 (năm 1466), Lê Thánh Tông chia cả nước làm 12 đạo Thừa tuyên, trong đó có Thừa tuyên Thanh Hóa, đổi lộ làm phủ, đổi trấn làm châu. Cùng năm, trích 2 phủ Trường Yên và Thiên Quan sáp nhập vào Sơn Nam. Thừa tuyên Thanh Hóa lúc này gồm 4 phủ, 16 huyện và 4 châu, trong đó có phủ Tĩnh Ninh. Năm Quang Thuận thứ 10 (năm 1469) đổi làm Thừa Tuyên Thanh Hoa (Hoa: tinh hoa), tên gọi Thanh Hoa có từ đây. Thanh Hoa Thừa Tuyên theo "Thiên Nam dư hạ tập" lãnh 4 phủ, 16 huyện và 4 châu. Cùng năm, lập châu Lang Chánh thuộc phủ Thanh Đô. Trong niên hiệu Quang Thuận, thừa tuyên Thanh Hoa có huyện Lương Giang (đổi tên từ huyện Ứng Thụy), châu Quan Gia hay Gia Châu...
Năm Hồng Đức thứ 21 (năm 1490), đổi làm xứ Thanh Hoa.
Trong niên hiệu Đoan Khánh (1505-1509) thời Lê Uy Mục, xứ Thanh Hoa gồm các huyện: Thụy Nguyên (đổi tên từ huyện Lương Giang)...
Trong niên hiệu Hồng Thuận (1509-1516), Lê Tương Dực đổi làm trấn Thanh Hoa.
Thời Lê trung hưng, đổi làm nội trấn Thanh Hoa, lại lấy 2 phủ Trường Yên và Thiên Quan của trấn Sơn Nam, gọi là ngoại trấn Thanh Hoa. Trong thời gian này, nội trấn Thanh Hoa gồm: phủ Tĩnh Giang (đổi từ phủ Tĩnh Ninh do kị húy Lê Duy Ninh, sau lại đổi làm Tĩnh Gia), huyện Quảng Bình (đời Lê Quang Thuận là huyện Bình Giang), Vĩnh Lộc (đổi từ Vĩnh Ninh do kị húy Lê Duy Ninh), huyện Thuần Lộc (đổi từ huyện Thuần Hựu do kị húy Lê Duy Hựu), huyện Tống Sơn (đổi từ huyện Tống Giang)...

### Thời Tây Sơn
Huyện Quảng Bình đổi làm huyện Quảng Bằng, nhà Nguyễn đổi lại là Quảng Bình rồi lại đổi làm Quảng Địa. Châu Lang Chánh đổi thành Lương Chính

### Thời Nguyễn
Năm 1802 (năm Gia Long 1), gọi là trấn Thanh Hoa. Năm Minh Mệnh thứ 2 (năm 1821), đổi đạo Thanh Bình (đã được đổi từ ngoại trấn Thanh Hoa) làm đạo Ninh Bình, năm Minh Mệnh thứ 10 đổi riêng làm trấn Ninh Bình. Năm Minh Mệnh thứ 12 (năm 1831), đổi trấn Thanh Hoa thành tỉnh Thanh Hoa, trấn Ninh Bình (lúc này không còn lệ thuộc vào Thanh Hoa) cũng đổi thành tỉnh Ninh Bình.
Năm Thiệu Trị thứ 1 (năm 1841), đổi tỉnh Thanh Hoa thành tỉnh Thanh Hóa do kị húy hoàng thái hậu Hồ Thị Hoa. Tên Thanh Hóa không đổi từ đó cho tới ngày nay.
Tỉnh Thanh Hóa vào đầu thời Nguyễn gồm các phủ: Thiệu Thiên, Hà Trung, Tĩnh Gia và Thanh Đô (sau đổi là phủ Thọ Xuân). Sau đó lập thêm phủ Quảng Hóa.
- Phủ Thiệu Thiên, năm Gia Long thứ 14 (năm 1815) được đổi làm phủ Thiệu Hóa, kiêm lý 4 huyện Thụy Nguyên, Cẩm Thủy, Thạch Thành, Quảng Tế và quản hạt 4 huyện Đông Sơn, Yên Định, Lôi Dương, Vĩnh Lộc[21]. Năm Minh Mệnh thứ 16 (1835), tách các huyện Vĩnh Lộc, Thạch Thành, Cẩm Thủy, Quảng Tế để lập phủ Quảng Hóa[38].

1. Huyện Thụy Nguyên[34]: vào đầu thời Nguyễn là vùng đất tả ngạn sông Chu mà ngày nay là phía Bắc huyện Thiệu Hóa, phía Bắc huyện Thọ Xuân và gần toàn bộ huyện Ngọc Lặc[ct 7]. Năm Thành Thái thứ 12 (1900), thành lập châu Ngọc Lặc trên cơ sở tổng Ngọc Lặc và các xã Mường của các tổng Yên Trường, Quảng Thi, đồng thời sáp nhập các tổng Vận Quy và Đại Bối của huyện Đông Sơn vào huyện Thụy Nguyên[34]. Như vậy đến năm 1900, huyện Thụy Nguyên gần như tương ứng với huyện Thiệu Hóa ngày nay và có thể gồm cả một phần phía đông huyện Thọ Xuân ở tả ngạn sông Chu.
2. Huyện Cẩm Thủy: Đầu thời Nguyễn tương ứng với các huyện Cẩm Thủy và Bá Thước. Năm Thành Thái thứ 14 (1902), cắt tổng Cổ Lũng để sáp nhập vào châu Quan Hóa, cắt tổng Thiết Ống sáp nhập vào châu Lang Chánh. Năm Thành Thái thứ 16 (1904), cắt 2 tổng Sa Lung và Điền Lư sáp nhập vào châu Quan Hóa[34]. Như vậy từ năm 1904, địa giới huyện Cẩm Thủy gần như ổn định đến ngày nay. Các phần đất đã cắt đi vào năm 1902 và 1904 nay là huyện Bá Thước.
3. Huyện Thạch Thành: Đầu thời Nguyễn tương ứng với phần đông nam của huyện Thạch Thành ngày nay. Năm Thành Thái thứ nhất (1889), huyện Thạch Thành kiêm nhiếp huyện Quảng Tế[34], địa giới Thạch Thành gần như ổn định đến ngày nay.
4. Huyện Quảng Địa: Tương ứng với phần tây bắc của huyện Thạch Thành ngày nay. Đầu thời Nguyễn gọi là Quảng Bình, năm Minh Mệnh thứ 2 (1821) đổi làm Quảng Địa, sau đổi làm Quảng Tế. Năm Minh Mệnh thứ 16 chuyển vào phủ Quảng Hóa[34].
5. Huyện Đông Sơn: Đầu thời Nguyễn địa giới cơ bản như thời Trần. Năm Thành Thái thứ 11 (1889), tách một phần các tổng Bố Đức và Thọ Hạc để thành lập thị xã Thanh Hóa[cần dẫn nguồn]. Năm 1900, tách các tổng Vận Quy và Đại Bối sáp nhập vào huyện Thụy Nguyên[34]. Vào cuối thời Nguyễn, địa giới huyện Đông Sơn tương ứng với huyện Đông Sơn ngày nay cùng với các xã, phường: Đông Cương, Hàm Rồng, Đông Thọ, Nam Ngạn, Trường Thi, Đông Hương, Đông Hải và Đông Vệ của thành phố Thanh Hóa ngày nay.
6. Huyện Yên Định: gần như tương ứng với huyện Yên Định ngày nay[34].
7. Huyện Lôi Dương: Đầu thời Nguyễn tương ứng với phần lớn huyện Thọ Xuân, một phần huyện Triệu Sơn và một phần huyện Thường Xuân ngày nay. Năm Minh Mệnh thứ 7 (1826) chuyển sang phủ Thọ Xuân kiêm lý. Năm Minh Mệnh thứ 18 (1837), cắt tổng Luận Đạm của huyện Lôi Dương cùng với đất Lang Chánh và đất Nông Cống để lập châu Thường Xuân[34].
8. Huyện Vĩnh Lộc: tương ứng với huyện Vĩnh Lộc ngày nay[34].

- Phủ Hà Trung: kiêm lý hai huyện Tống Sơn và Nga Sơn, thống hạt các huyện Phong Lộc và Hoằng Hóa[35].

1. Huyện Phong Lộc: đổi tên từ huyện Thuần Lộc vào đầu thời Nguyễn. Năm Minh Mệnh thứ 2 (1821) đổi làm huyện Hậu Lộc, địa giới cơ bản giữ đến nay[35]. Đến trước tháng 8 năm 1945, huyện Hậu Lộc gồm 5 tổng: Đại Lý, Du Trường, Đăng Trường (sau đổi là Xuân Trường), Chi Nê, Liên Cừ[39].
2. Huyện Tống Sơn: còn được gọi là Quý huyện, phủ Hà Trung kiêm lý từ năm Minh Mệnh thứ 19 (1838), nay là huyện Hà Trung[35]. Từ năm Minh Mệnh thứ 12 (1831), huyện Tống Sơn gồm 4 tổng: Thượng Bạn, Trung Bạn, Đông Bạn, Nam Bạn, huyện lị đóng ở Bình Lâm (Đò Lèn). Đến trước tháng 8 năm 1945, huyện Tống Sơn có 7 tổng, gồm 4 tổng cũ và tổng Phi Lai chuyển từ huyện Nga Sơn, tổng Thanh Xá, Ngọ Xá chuyển từ huyện Vĩnh Lộc[40].
3. Huyện Hoằng Hóa: tương ứng với huyện Hoằng Hóa ngày nay[35]. Đến trước tháng 8 năm 1945, huyện Hoằng Hóa gồm các tổng: Ngọc Chuế (nay gồm các xã: Hoằng Trường, Hoằng Hải, Hoằng Yến, Hoằng Tiến, Hoằng Thanh, Hoằng Phụ, Hoằng Ngọc, Hoằng Đông)[41], Bút Sơn (nay gồm các xã: Hoằng Đạt, Hoằng Hà, Hoằng Phúc, Hoằng Đức, Hoằng Đạo và thị trấn Bút Sơn)[42], Bái Trạch (nay gồm các xã: Hoằng Lưu, Hoằng Phong, Hoằng Tân, Hoằng Châu, Hoằng Trạch, Hoằng Thành, Hoằng Đại)[43], Hành Vĩ (nay gồm các xã: Hoằng Lộc, Hoằng Đồng, Hoằng Vinh, Hoằng Thái, Hoằng Thịnh, Hoằng Thắng)[44], Từ Minh (nay gồm các xã: Hoằng Anh, Hoằng Minh, Hoằng Quang, Hoằng Long và một phần thị trấn Tào Xuyên)[45], Dương Thủy (nay gồm các xã: Hoằng Xuyên, Hoằng Khê, Hoằng Cát, Hoằng Lý, Hoằng Quỳ, Hoằng Phú, Hoằng Quý và một phần thị trấn Tào Xuyên)[46], Lỗ Hương (nay gồm các xã: Hoằng Hợp, Hoằng Khánh, Hoằng Xuân, Hoằng Phượng, Hoằng Giang)[47], Dương Sơn (nay gồm các xã: Hoằng Lương, Hoằng Sơn, Hoằng Trinh, Hoằng Trung, Hoằng Kim)[48].
4. Huyện Nga Sơn: tương ứng với huyện Nga Sơn ngày nay.
5. Huyện Mỹ Hóa: thành lập năm Minh Mệnh thứ 19 (1838) từ một phần các huyện Hậu Lộc và Hoằng Hóa[38]. Năm Thiệu Trị thứ 3 (1843), huyện Hoằng Hóa kiêm nhiếp huyện Mỹ Hóa[38].

- Phủ Tĩnh Gia: gồm các huyện Ngọc Sơn, Nông Cống, Quảng Xương.

1. Huyện Ngọc Sơn: do phủ Tĩnh Gia kiêm lý, nay là huyện Tĩnh Gia[35].
2. Huyện Nông Cống: tương ứng với các huyện Nông Cống, Như Xuân, Như Thanh và một phần huyện Triệu Sơn (phía đông và phía nam). Năm Thành Thái thứ 5 (1893), tách hai tổng Xuân Du và Lãng Lăng để lập châu Như Xuân[35][49]. Đầu thế kỉ 20, huyện Nông Cống gồm 9 tổng: Đô Xá, Cổ Định, Cao Xá, Vạn Đồn, La Miệt, Đồng Xá, Lai Triều, Như Lăng, Lãng Lăng và 2 phường thủy cơ: phường Ngã Ba Mộc và phường Ngã Ba Xuyết[50]. Đến đời vua Duy Tân, huyện Nông Cống gồm 10 tổng: Văn Xá, Cao Xá, La Miệt, Vạn Đồn, Lạc Thiện (ở phía bắc) và Đô Xá, Cao Xá, Hữu Định, Lai Triều, Vạn Thiện (ở phía nam)[51].
3. Huyện Quảng Xương: tương ứng với huyện Quảng Xương[35] và các xã, phường có tiền tố "Quảng" của thành phố Thanh Hóa ngày nay.

- Phủ Thanh Đô: năm Minh Mệnh thứ 2 (1821) đổi làm phủ Thọ Xuân[35].

1. Huyện Thọ Xuân: tương ứng với phần lớn huyện Thường Xuân ngày nay[35]. Cần phân biệt với huyện Thọ Xuân ngày nay, là một phần huyện Lôi Dương thời Nguyễn.
2. Châu Lang Chánh: hiện nay là huyện Lang Chánh[35]. Năm Thiệu Trị thứ 3 (1843), phủ Thọ Xuân kiêm nhiếp châu Lang Chánh[38]
3. Châu Thường Xuân: thành lập năm Minh Mệnh thứ 18 (1837), từ một phần châu Lang Chánh (thuộc phủ Thanh Đô), huyện Lôi Dương (thuộc phủ Thiệu Hóa) và huyện Nông Cống (thuộc phủ Tĩnh Gia)[38]. Năm Thiệu Trị thứ 3 (1843), phủ Thọ Xuân kiêm nhiếp châu Thường Xuân[38].
4. Châu Quan Gia: Năm Minh Mệnh thứ 16 (1835) gồm châu Quan Gia với Tầm Châu làm châu Quan Hóa[35]. Năm Thiệu Trị thứ 3 (1843), châu Quan Hóa do phủ Quảng Hóa kiêm nhiếp[38]. Năm Thành Thái thứ 14 (1902), sáp nhập tổng Cổ Lũng của huyện Cẩm Thủy vào châu Quan Hóa. Năm Thành Thái thứ 16 (1904), sáp nhập tiếp 2 tổng Sa Lung và Điền Lư của huyện Cẩm Thủy vào châu Quan Hóa[34]. Châu Quan Hóa lúc này tương ứng với các huyện Quan Hóa, Quan Sơn, Mường Lát và phần lớn huyện Bá Thước ngày nay.
5. Châu Tân Hóa: Năm Khải Định thứ 10 (1925), thành lập châu Tân Hóa từ các tổng Cổ Lũng, Sa Lung, Điền Lư của châu Quan Hóa và tổng Thiết Ống của châu Lang Chánh[52]. Năm 1943, lại tách Điền Lư và Sa Lung nhập vào Cẩm Thủy, còn Cổ Lũng và Thiết Ống nhập thành một bang thuộc châu Quan Hóa[52]. Châu Tân Hóa tương ứng với huyện Bá Thước ngày nay.
6. Tầm Châu: Có thể là huyện Mường Lát và một phần các huyện Quan Hóa, Quan Sơn ngày nay. Năm Minh Mệnh thứ 16 (1835), sáp nhập Tầm Châu với châu Quan Gia để thành lập châu Quan Hóa[35].
7. Sầm Châu: Năm Minh Mệnh thứ 8 (1827), tù trưởng đất này xin nội phụ Việt Nam[53]. Sau đó đổi Sầm Châu làm huyện Sầm Nưa và cho thuộc phủ Trấn Biên, tỉnh Nghệ An[54]. Nay là tỉnh Huaphanh của Lào.

## Giai đoạn 1945 - 1954

### Về phíaViệt Nam Dân chủ Cộng hòa
Sau Cách mạng tháng Tám, tỉnh Thanh Hóa gồm:
- Huyện Tống Sơn: gồm các xã Phạm Hồng Thái,[55] Nguyễn Thái Học,[56] Chi Lăng,[57] Lê Lai,[58] Thái Lý,[59] Lam Sơn[60]
- Huyện Hà Trung: đổi tên từ Tống Sơn theo tên phủ Hà Trung, gồm 10 xã: Tân Tiến, Lĩnh Tráng, Ngọc Âu, Lĩnh Toại, Hoạt Giang, Long Khê, Hòa Bình, Yên Sơn, Thái Lai và Tống Giang[40].
- Huyện Hậu Lộc: gồm 10 xã: Trường Xuân, Vạn Lộc, Liên Cừ, Long Thịnh, Thuần Lộc, Liên Thịnh, Phú Điền, Đại Lý, Uy Thống và Đông Thành[39].
- Huyện Nông Cống: gồm 15 xã: Hợp Tiến, Tứ Dân, Minh Nông, An Nông, Khuyến Nông, Đồng Tiến, Tân Phúc, Tân Minh, Trung Chính, Tế Lợi, Hoàng Sơn, Minh Khôi, Vạn Thiện, Công Chính và Thăng Bình[51].

Châu Tân Hóa được tái lập và đến tháng 11 năm 1945 thì đổi làm châu Bá Thước.
Từ tháng 3 năm 1948, các cấp hành chính là phủ, châu, quận được bãi bỏ. Tỉnh Thanh Hóa lúc này gồm thị xã Thanh Hóa và 20 huyện: Bá Thước, Cẩm Thủy, Đông Sơn, Hà Trung, Hậu Lộc, Hoằng Hóa, Lang Chánh, Nga Sơn, Ngọc Lặc, Như Xuân, Nông Cống, Quan Hóa, Quảng Xương, Thạch Thành, Thiệu Hóa, Thọ Xuân, Thường Xuân, Tĩnh Gia, Vĩnh Lộc, Yên Định. Năm 1950, sáp nhập xã Thanh Quân thuộc huyện Thường Xuân vào huyện Như Xuân.

## Giai đoạn 1954 - 1975
Năm 1954, chia tách các xã lớn thành các xã nhỏ, trong đó, huyện Hà Trung thực hiện chia 10 xã thành 25 xã đều có tên với tiền tố "Hà", huyện Hậu Lộc chia 10 xã thành 26 xã với hậu tố (hoặc tiền tố) "Lộc". Còn huyện Nông Cống chia 15 thành 44 xã: Hợp Thành, Hợp Thắng, Hợp Tiến, Hợp Lý (chia từ xã Hợp Tiến), Dân Quyền, Dân Lực, Dân Lý (chia từ xã Tứ Dân), Minh Sơn, Minh Nông, Minh Châu (chia từ xã Minh Nông), An Nông, Vân Sơn, Nông Trường (chia từ xã An Nông), Tiến Nông, Khuyến Nông (chia từ xã Khuyến Nông), Đồng Thắng, Đồng Lợi, Đồng Tiến (chia từ xã Đồng Tiến), Tân Phúc, Tân Thọ, Tân Khang (chia từ xã Tân Phúc), Tân Ninh, Thái Hòa (chia từ xã Tân Ninh), Trung Chính, Trung Thành, Trung Ý (chia từ xã Trung Chính), Tế Nông, Tế Lợi, Tế Thắng, Tế Tân (chia từ xã Tế Lợi), Hoàng Sơn, Hoàng Giang (chia từ xã Hoàng Sơn), Minh Khôi, Minh Thọ, Minh Nghĩa (chia từ xã Minh Khôi), Vạn Hòa, Vạn Thiện, Vạn Thắng (chia từ xã Vạn Thiện), Công Liêm, Công Chính, Công Bình (chia từ xã Công Chính), Thăng Bình, Thăng Thọ và Thăng Long (chia từ xã Thăng Bình).
Năm 1956, xã Lũng Vân thuộc huyện Bá Thước được chuyển về huyện Tân Lạc, tỉnh Hòa Bình.
Năm 1963, sáp nhập xóm Núi của xã Hoằng Long, huyện Hoằng Hóa và xã Đông Giang, huyện Đông Sơn vào thị xã Thanh Hóa, đồng thời chia 3 xã Tam Chung, Sơn Thủy và Trung Thành thuộc huyện Quan Hoá thành 7 xã mới. Cùng năm, thành lập thị trấn Sầm Sơn trực thuộc Ủy ban hành chính tỉnh Thanh Hóa và một số xã thuộc các huyện Thường Xuân, Lang Chánh và Ngọc Lặc cũng được chia tách.
Năm 1964, chia lại địa giới một số xã thuộc huyện Bá Thước, huyện Như Xuân, huyện Ngọc Lặc và huyện Cẩm Thủy. Cùng năm, thành lập huyện Triệu Sơn trên cơ sở 13 xã của huyện Thọ Xuân và 20 xã của huyện Nông Cống, đồng thời sáp nhập 7 xã của huyện Tĩnh Gia vào huyện Nông Cống.
Năm 1965, thành lập xã Tân Trường thuộc huyện Tĩnh Gia, xã Tân Lập thuộc huyện Bá Thước và thị trấn Thọ Xuân thuộc huyện Thọ Xuân.
Năm 1966, thành lập 2 xã thuộc vùng kinh tế mới ven biển của huyện Nga Sơn. Cùng năm, chia tách một số xã thuộc các huyện Lang Chánh, Quan Hóa.
Năm 1967, thành lập các thị trấn nông trường thuộc các huyện Hà Trung, Thọ Xuân, Cẩm Thủy, Nông Cống, Thạch Thành, Ngọc Lặc. Cùng năm, chia tách một số xã thuộc huyện Thạch Thành.
Năm 1968, thành lập thị trấn nông trường Sông Âm thuộc huyện Ngọc Lặc. Năm 1969, thành lập thị trấn nông trường Bãi Trành thuộc huyện Như Xuân.
Năm 1971, các xã Đông Vệ, Đông Hương, Đông Hải thuộc huyện Đông Sơn và xã Quảng Thắng thuộc huyện Quảng Xương được sáp nhập vào thị xã Thanh Hóa.
Năm 1973, điều chỉnh địa giới một số xã thuộc các huyện Đông Sơn, Hà Trung và Nga Sơn.

## Giai đoạn 1975 - 2025

### ThờiViệt Nam Dân chủ Cộng hòa(1975 - 1976)
- Tính đến ngày 2 tháng 7 năm 1976, tỉnh Thanh Hóa có 23 đơn vị hành chính cấp huyện, bao gồm thị xã Thanh Hóa, thị trấn Sầm Sơn và 21 huyện: Bá Thước, Cẩm Thủy, Đông Sơn, Hà Trung, Hậu Lộc, Hoằng Hóa, Lang Chánh, Nga Sơn, Ngọc Lặc, Như Xuân, Nông Cống, Quan Hóa, Quảng Xương, Thạch Thành, Thiệu Hóa, Thọ Xuân, Thường Xuân, Tĩnh Gia, Triệu Sơn, Vĩnh Lộc, Yên Định.

### Năm 1977: Quyết định số 140-BT
- Quyết định số 140-BT[82] ngày 29 tháng 6 năm 1977 của Phủ Thủ tướng về việc thành lập thị trấn Bỉm Sơn trực thuộc tỉnh Thanh Hóa:
- Huyện Hà Trung, thị trấn Sầm Sơn

1. Thành lập thị trấn Bỉm Sơn trực thuộc tỉnh Thanh Hóa.

### Năm 1977: Quyết định số 177-CP
- Quyết định số 177-CP[83] ngày 5 tháng 7 năm 1977 của Hội đồng Chính phủ về việc hợp nhất và điều chỉnh địa giới một số huyện thuộc tỉnh Thanh Hóa:
- Huyện Hà Trung, huyện Nga Sơn, huyện Trung Sơn

1. Hợp nhất huyện Hà Trung và huyện Nga Sơn thành một huyện lấy tên là huyện Trung Sơn.

- Huyện Vĩnh Lộc, huyện Thạch Thành, huyện Vĩnh Thạch

1. Hợp nhất huyện Vĩnh Lộc và huyện Thạch Thành thành một huyện lấy tên là huyện Vĩnh Thạch.

- Huyện Ngọc Lặc, huyện Lang Chánh, huyện Lương Ngọc

1. Hợp nhất huyện Ngọc Lặc và huyện Lang Chánh thành một huyện lấy tên là huyện Lương Ngọc.

- Huyện Thiệu Hóa, huyện Yên Định, huyện Thiệu Yên

1. Sáp nhập 15 xã của huyện Thiệu Hóa: Thiệu Ngọc, Thiệu Vũ, Thiệu Thành, Thiệu Tiến, Thành Công, Thiệu Long, Thiệu Phủ, Thiệu Phúc, Thiệu Giang, Thiệu Quang, Thiệu Duy, Thiệu Hưng, Thiệu Nguyên, Thiệu Thịnh, Thiệu Hợp vào huyện Yên Định thành một huyện mới lấy tên là huyện Thiệu Yên.

- Huyện Thiệu Hóa, huyện Đông Sơn, huyện Đông Thiệu

1. Sáp nhập 16 xã của huyện Thiệu Hóa: Thiệu Toán, Thiệu Viên, Thiệu Vân, Thiệu Đô, Thiệu Trung, Thiệu Châu, Thiệu Giao, Thiệu Vận, Thiệu Tâm, Thiệu Khánh, Thiệu Dương, Thiệu Chính, Thiệu Hòa, Thiệu Tân, Thiệu Minh, Thiệu Lý vào huyện Đông Sơn thành một huyện mới lấy tên là huyện Đông Thiệu.

### Năm 1978: Quyết định số 267-CP
- Quyết định số 267-CP[84] ngày 23 tháng 10 năm 1978 của Hội đồng Chính phủ về việc điều chỉnh địa giới một số xã và thị trấn thuộc tỉnh Thanh Hóa:
- Huyện Thiệu Yên

1. Hợp nhất xã Yên Quý và xã Yên Lộc thành một xã lấy tên là xã Quý Lộc.

- Huyện Thọ Xuân

1. Hợp nhất xã Xuân Thành, xã Hạnh Phúc và xã Bắc Lương thành một xã lấy tên là xã Thọ Thành.

- Huyện Lương Ngọc, huyện Thiệu Yên

1. Sáp nhập thị trấn nông trường Thống Nhất của huyện Lương Ngọc vào huyện Thiệu Yên.

### Năm 1979: Quyết định số 51-CP
- Quyết định số 51-CP[85] ngày 17 tháng 2 năm 1979 của Hội đồng Chính phủ về việc hợp nhất xã Định Công và xã Định Thành thuộc huyện Thiệu Yên, tỉnh Thanh Hóa thành một xã:
- Huyện Thiệu Yên

1. Hợp nhất xã Định Công và xã Định Thành thuộc huyện Thiệu Yên , tỉnh Thanh Hóa thành một xã lấy tên là xã Công Thành.

### Năm 1980: Quyết định số 278-CP
- Quyết định số 278-CP[86] ngày 29 tháng 8 năm 1980 của Hội đồng Chính phủ về việc điều chỉnh địa giới một số xã thuộc tỉnh Thanh Hóa:
- Huyện Hoằng Hóa

1. Chia xã Hoằng Yến thành hai xã lấy tên là xã Hoằng Yến và xã Hoằng Ngư.

- Huyện Trung Sơn

1. Chia xã Hà Dương thành hai xã lấy tên là xã Hà Dương và xã Quang Trung.

- Huyện Như Xuân

1. Chia xã Yên Thọ thành hai xã lấy tên là xã Yên Thọ và xã Yên Lạc.
2. Chia xã Thanh Kỳ thành hai xã lấy tên là xã Thanh Kỳ và xã Phú Sơn.

- Huyện Như Xuân, huyện Tĩnh Gia

1. Sáp nhập xã Phú Sơn của huyện Như Xuân vào huyện Tĩnh Gia cùng tỉnh.

### Năm 1981: Quyết định số 3-CP
- Quyết định số 3-CP[87] ngày 3 tháng 1 năm 1981 của Hội đồng Chính phủ về việc thống nhất tên gọi các đơn vị hành chính ở nội thành nội thị:

1. Từ nay ở nội thành, đơn vị hành chính cấp dưới trực tiếp của thành phố trực thuộc trung ương đều thống nhất gọi là quận; các đơn vị hành chính cơ sở ở nội thành, nội thị của các thành phố thuộc tỉnh, thị xã và quận gọi là phường.

### Năm 1981: Quyết định số 102-HĐBT
- Quyết định số 102-HĐBT[88] ngày 1 tháng 10 năm 1981 của Hội đồng Bộ trưởng về việc phân vạch địa giới một số xã thuộc tỉnh Thanh Hóa:
- Huyện Thọ Xuân

1. Chia xã Thọ Thành thành ba xã lấy tên là xã Xuân Thành, xã Hạnh Phúc va xã Bắc Lương.

- Huyện Thiệu Yên

1. Chia xã Công Thành thành hai xã lấy tên là xã Định Công và xã Định Thành.

- Huyện Lương Ngọc

1. Chia xã Yên Khương thành hai xã lấy tên là xã Yên Khương và xã Yên Thắng.
2. Chia xã Giao An thành hai xã lấy tên là xã Giao An và xã Giao Thiện.
3. Chia xã Minh Sơn thành hai xã lấy tên là xã Minh Sơn và xã Minh Tiến.
4. Chia xã Cao Thịnh thành hai xã lấy tên là xã Cao Thịnh và xã Lộc Thịnh.
5. Chia xã Phùng Giáo thành hai xã lấy tên là xã Phùng Giáo và xã Phùng Minh.

- Huyện Như Xuân

1. Chia xã Hóa Quỳ thành hai xã lấy tên là xã Hóa Quỳ và xã Xuân Quỳ.

### Năm 1981: Quyết định số 157-HĐBT
- Quyết định số 157-HĐBT[89] ngày 18 tháng 12 năm 1981 của Hội đồng Bộ trưởng về việc thành lập hai thị xã thuộc tỉnh Thanh Hóa:
- Thị trấn Sầm Sơn, huyện Quảng Xương

1. Thị xã Sầm Sơn gồm thị trấn Sầm Sơn, các xã Quảng Tường, Quảng Cư, Quảng Tiến và xóm Vinh Sơn (xã Quảng Vinh) thuộc huyện Quảng Xương cùng tỉnh.

- Thị trấn Bỉm Sơn, huyện Trung Sơn

1. Thị xã Bỉm Sơn gồm thị trấn Bỉm Sơn, thị trấn nông trường Hà Trung và các xã Quang Trung, Hà Lan thuộc huyện Trung Sơn cùng tỉnh.

### Năm 1982: Quyết định số 149-HĐBT
- Quyết định số 149-HĐBT[90] ngày 30 tháng 8 năm 1982 của Hội đồng Bộ trưởng về việc phân vạch địa giới một số huyện và đổi tên huyện Đông Thiệu thuộc tỉnh Thanh Hóa:
- Huyện Lương Ngọc, huyện Lang Chánh, huyện Ngọc Lặc

1. Chia huyện Lương Ngọc thành hai lấy tên là huyện Lang Chánh và huyện Ngọc Lặc.
  1. Huyện Lang Chánh gồm 10 xã là Yên Khương, Yên Thắng, Trí Năng, Giao An, Giao Thiện, Quang Hiến, Tam Văn, Tân Phúc, Đồng Lương và Lâm Phú. Trụ sở Ủy ban nhân dân huyện đóng tại xã Đồng Lương.
  2. Huyện Ngọc Lặc gồm 20 xã và 2 thị trấn là Mỹ Tân, Vân An, Cao Ngọc, Nguyệt Ấn, Phùng Giáo, Phùng Minh, Phúc Thịnh, Kiên Thọ, Minh Sơn, Minh Tiến, Ngọc Trung, Cao Thịnh, Lộc Thịnh, Ngọc Sơn, Ngọc Liên, Quang Trung, Đồng Thịnh, Thạch Lập, Thuý Sơn, Ngọc Khê, thị trấn nông trường Lam Sơn, thị trấn nông trường Sông Âm. Trụ sở Ủy ban nhân dân huyện đóng tại xã Ngọc Khê.

- Huyện Vĩnh Thạch, huyện Thạch Thành, huyện Vĩnh Lộc

1. Chia huyện Vĩnh Thạch thành hai huyện lấy tên là huyện Thạch Thành và huyện Vĩnh Lộc.
  1. Huyện Thạch Thành gồm 25 xã và 2 thị trấn là Thạch Tượng, Thạch Lâm, Thạch Yên, Thạch Sơn, Thạch Bình, Thạch Cẩm, Thạch Định, Thạch Đồng, Thạch Long, Thành Vinh, Thành Trực, Thành Tân , Thành Quảng, Thành Mỹ, Thành Minh, Thành Công, Thành Tâm, Thành Vân, Thành Thọ, Thành An, Ngọc Trạo, Thành Long, Thành Tiến, Thành Kim, Thành Hưng, thị trấn nông trường Thạch Thành, thị trấn nông trường Vân Du. Trụ sở Ủy ban nhân dân huyện đóng tại xã Thành Kim.
  2. Huyện Vĩnh Lộc gồm 15 xã là Vĩnh Quang, Vĩnh Hưng, Vĩnh Yên, Vĩnh Tiến, Vĩnh Long, Vĩnh Phúc, Vĩnh Thành, Vĩnh Minh, Vĩnh Khang, Vĩnh Hoà, Vĩnh Hùng, Vĩnh Tân, Vĩnh Ninh, Vĩnh Thịnh, Vĩnh An. Trụ sở Ủy ban nhân dân huyện đóng tại xã Vĩnh Thành.

- Huyện Trung Sơn, huyện Hà Trung, huyện Nga Sơn

1. Chia huyện Trung Sơn thành hai huyện lấy tên là huyện Hà Trung và huyện Nga Sơn. 
  1. Huyện Hà Trung gồm 24 xã là Hà Long, Hà Giang, Hà Bắc, Hà Tiến, Hà Yên, Hà Tân, Hà Bình, Hà Lĩnh, Hà Sơn, Hà Đông, Hà Ngọc, Hà Phong, Hà Ninh, Hà Lâm, Hà Dương, Hà Vân, Hà Thanh, Hà Thái, Hà Lai, Hà Châu, Hà Phú, Hà Hải, Hà Toại, Hà Vinh. Trụ sở Ủy ban nhân dân huyện đóng tại xã Hà Phong.
  2. Huyện Nga Sơn gồm 26 xã là Nga Điền, Nga An, Nga Phú, Nga Thái, Nga Tân, Nga Tiến, Nga Liên, Nga Thành, Nga Hải, Nga Giáp, Nga Mỹ, Nga Yên, Nga Văn, Nga Trường, Nga Thiện, Ba Đình, Nga Vinh, Nga Thắng, Nga Lĩnh, Nga Nhân, Nga Thanh, Nga Bạch, Nga Hưng, Nga Trung, Nga Thủy, Nga Thạch. Trụ sở Ủy ban nhân dân huyện đóng tại xã Nga Mỹ.

- Huyện Đông Thiệu, huyện Đông Sơn

1. Đổi tên huyện Đông Thiệu thành huyện Đông Sơn.

### Năm 1983: Quyết định số 111-HĐBT
- Quyết định số 111-HĐBT[91] ngày 29 tháng 9 năm 1983 của Hội đồng Bộ trưởng về việc phân vạch địa giới một số xã và phường thuộc tỉnh Thanh Hóa:
- Huyện Thường Xuân

1. Chia xã Thắng Lộc thành hai xã lấy tên là xã Xuân Lộc và xa Xuân Thắng.
2. Thành lập một xã mới lấy tên là xã Luận Thành trên cơ sở tách xóm Thành Thắng của xã Tân Thành, xóm Khe Hạ của xã Luận Khê và xóm Cao Thắng của xã Xuân Cao.

- Thị xã Sầm Sơn

1. Thành lập 2 phường mới lấy tên là phường Trường Sơn và phường Bắc Sơn.

- Thị xã Bỉm Sơn

1. Thành lập 3 phường mới lấy tên là phường Ba Đình, phường Lam Sơn và phường Ngọc Trạo.

### Năm 1984: Quyết định số 163-HĐBT
- Quyết định số 163-HĐBT[92] ngày 14 tháng 12 năm 1984 của Hội đồng Bộ trưởng về việc phân vạch địa giới một số xã và thị trấn thuộc tỉnh Thanh Hóa:
- Huyện Quan Hóa

1. Chia xã Tam Trung thành hai xã lấy tên là xã Tén Tằn và xã Tam Trung.
2. Chia xã Quang Chiểu thành hai xã lấy tên là xã Mường Chanh và xã Quang Chiểu.

- Huyện Như Xuân

1. Chia xã Thanh Kỳ thành hai xã lấy tên là xã Thanh Tân và xã Thanh Kỳ.
2. Chia xã Thanh Lâm thành hai xã lấy tên là xã Thanh Xuân và xã Thanh Lâm.

- Huyện Bá Thước

1. Chia xã Điền Lư thành hai xã lấy tên là xã Điền Trung và xã Điền Lư.

- Huyện Tĩnh Gia

1. Chia xã Hải Thượng thành ba xã lấy tên là xã Nghi Sơn, xã Hải Hà và xã Hải Thượng.
2. Tách 21,6 hécta đất thuộc xã Hải Nhân; 18 hécta đất thuộc xã Bình Minh; 26,5 hécta đất thuộc xã Hải Hòa; 22,4 hécta đất thuộc xã Nguyên Bình để thành lập thị trấn huyện lỵ của huyện Tĩnh Gia, lấy tên là thị trấn Tĩnh Gia.

### Năm 1987: Quyết định số 4-HĐBT
- Quyết định số 4-HĐBT[93] ngày 5 tháng 1 năm 1987 của Hội đồng Bộ trưởng về việc điều chỉnh địa giới hành chính một số xã và thị trấn của các huyện Hoằng Hóa, Thọ Xuân, Triệu Sơn, Nông Cống và Quan Hóa thuộc tỉnh Thanh Hóa:
- Huyện Hoằng Hóa

1. Sát nhập xã Hoằng Ngư và xã Hoằng Yến thành một xã lấy tên là xã Hoằng Yến.

- Huyện Thọ Xuân

1. Thành lập xã Thọ Thắng trên cơ sở 60,51 hécta diện tích tự nhiên với 505 nhân khẩu của xã Xuân Tín; 111,89 hécta diện tích tự nhiên với 647 nhân khẩu của xã Xuân Lập cùng 328,16 hécta diện tích tự nhiên và 1.206 nhân khẩu của vùng kinh tế mới Tầm Viên.

- Huyện Triệu Sơn

1. Chia xã Hợp Thành thành 2 xã lấy tên là xã Hợp Thành và xã Triệu Thành.

- Huyện Nông Cống

1. Thành lập thị trấn Nông Cống (thị trấn huyện lỵ huyện Nông Cống) trên cơ sở 45,26 hécta diện tích tự nhiên với 2.393 nhân khẩu của xã Minh Thọ; 56,44 hécta diện tích tự nhiên với 1.372 nhân khẩu của xã Vạn Thiện và 10,27 hécta diện tích tự nhiên với 191 nhân khẩu của xã Vạn Hòa.

- Huyện Quan Hóa

1. Chia xã Hồi Xuân thành hai đơn vị hành chính lấy tên là xã Hồi Xuân và thị trấn Quan Hóa (thị trấn huyện lỵ huyện Quan Hóa).

### Năm 1988: Quyết định số 19-HĐBT
- Quyết định số 19-HĐBT[94] ngày 29 tháng 2 năm 1988 của Hội đồng Bộ trưởng về việc phân vạch địa giới hành chính một số xã của các huyện Như Xuân và Quan Hóa thuộc tỉnh Thanh Hóa:
- Huyện Như Xuân

1. Chia xã Hải Vân thành 2 xã lấy tên là xã Hải Vân và xã Hải Long.
2. Chia xã Xuân Phúc thành hai xã lấy tên là xã Xuân Phúc và xã Phúc Đường.

- Huyện Quan Hóa

1. Chia xã Phú Nghiêm thành hai xã lấy tên là xã Phú Nghiêm và xã Xuân Phú.
2. Chia xã Phú Xuân thành 2 xã lấy tên là xã Phú Xuân và xã Thanh Xuân.
3. Chia xã Phú Lệ thành 3 xã lấy tên là xã Phú Lệ, xã Phú Sơn và xã Phú Thanh.
4. Chia xã Sơn Lư thành 2 xã lấy tên là xã Sơn Lư và xã Sơn Hà.
5. Chia xã Trung Thành thành 2 xã lấy tên là xã Trung Thành và xã Thành Sơn.
6. Chia xã Tam Lư thành 2 xã lấy tên là xã Tam Lư và xã Tam Thanh.

### Năm 1988: Quyết định số 99-HĐBT
- Quyết định số 99-HĐBT[95] ngày 3 tháng 6 năm 1988 của Hội đồng Bộ trưởng về việc phân vạch địa giới hành chính một số xã, thị trấn của các huyện Hà Trung, Ngọc Lặc, Thường Xuân và Triệu Sơn thuộc tỉnh Thanh Hóa:
- Huyện Hà Trung

1. Tách 38,2 hécta diện tích tự nhiên của xã Hà Bình; 52,9 hécta diện tích tự nhiên với 625 nhân khẩu của xã Hà Ninh; 61,4 hécta diện tích tự nhiên với 490 nhân khẩu của xã Hà Phong và 8,7 hécta diện tích tự nhiên với 320 nhân khẩu của xã Hà Ngọc cùng 4.470 nhân khẩu là cán bộ, công nhân viên và người ăn theo để thành lập thị trấn Hà Trung (thị trấn huyện lỵ).

- Huyện Ngọc Lặc

1. Tách 192 hécta diện tích tự nhiên với 4.538 nhân khẩu của xã Ngọc Khê để thành lập thị trấn Ngọc Lặc (thị trấn huyện lỵ).

- Huyện Thường Xuân

1. Tách 184,95 hécta diện tích tự nhiên với 2.566 nhân khẩu của xã Xuân Dương và 68,19 hécta diện tích tự nhiên với 363 nhân khẩu của xã Ngọc Phụng để thành lập thị trấn Thường Xuân (thị trấn huyện lỵ).

- Huyện Triệu Sơn

1. Tách 22,99 hécta diện tích tự nhiên với 1.341 nhân khẩu của xã Minh Châu; 5,19 hécta diện tích tự nhiên với 229 nhân khẩu của xã Minh Dân và 85,55 hécta diện tích tự nhiên với 3.594 nhân khẩu của xã Minh Sơn để thành lập thị trấn Triệu Sơn (thị trấn huyện lỵ).

### Năm 1988: Quyết định số 188-HĐBT
- Quyết định số 188-HĐBT[96] ngày 23 tháng 12 năm 1988 của Hội đồng Bộ trưởng về việc thành lập thị trấn Nga Sơn và thị trấn Thiệu Yên của các huyện Nga Sơn và Thiệu Yên thuộc Thanh Hóa:
- Huyện Nga Sơn

1. Tách thôn Mậu Tài và một phần thôn Hạnh của xã Nga Mỹ; gồm 76,81 ha diện tích tự nhiên và 2.312 nhân khẩu và một phần thôn Yên Khoái của xã Nga Yên gồm 22,84 ha diện tích tự nhiên và 964 nhân khẩu để thị trấn Nga Sơn.

- Huyện Thiệu Yên

1. Tách 75,65 ha diện tích tự nhiên và 2.139 nhân khẩu của thôn Thành Phú thuộc xã Định Tường và 39,5 ha diện tích tự nhiên và 1.673 nhân khẩu của thôn Tân Ngữ thuộc xã Định Long để thành lập thị trấn Thiệu Yên.

### Năm 1989: Quyết định số 124-HĐBT
- Quyết định số 124-HĐBT[97] ngày 14 tháng 9 năm 1989 của Hội đồng Bộ trưởng về việc thành lập thị trấn huyện lị thuộc các huyện Cẩm Thủy, Hậu Lộc, Hoằng Hóa, Như Xuân thuộc tỉnh Thanh Hóa:
- Huyện Cẩm Thủy

1. Thành lập thị trấn Cẩm Thủy (thị trấn huyện lỵ huyện Cẩm Thủy) trên cơ sở một phần diện tích và dân số của xã Cẩm Sơn.

- Huyện Hậu Lộc

1. Thành lập thị trấn Hậu Lộc (thị trấn huyện lỵ huyện Hậu Lộc) trên cơ sở một phần diện tích và dân số của các xã: Lộc Tân, Mỹ Lộc và Thịnh Lộc.

- Huyện Hoằng Hóa

1. Thành lập thị trấn Bút Sơn (thị trấn huyện lỵ huyện Hoằng Hóa) trên cơ sở một một phần diện tích và dân số của các xã: Hoằng Đức, Hoằng Đạo, Hoằng Phúc và Hoằng Vinh.

- Huyện Như Xuân

1. Thành lập thị trấn Yên Cát (thị trấn huyện lỵ huyện Như Xuân) trên cơ sở một phần diện tích và dân số của xã Yên Lễ.

### Năm 1990: Quyết định số 519/TCCP
- Quyết định số 519/TCCP[98] ngày 23 tháng 11 năm 1990 của Ban Tổ chức – Cán bộ Chính phủ về việc thành lập thị trấn Kim Tân thuộc tỉnh Thanh Hóa:
- Huyện Thạch Thành

1. Thành lập thị trấn Kim Tân (thị trấn huyện lỵ) thuộc huyện Thạch Thành , tỉnh Thanh Hóa trên cơ sở: 142.344 ha diện tích tự nhiên và 3440 nhân khẩu thuộc xóm 4, phố Kim Tân, xóm Chào Cờ, một phần xóm Phú Thịnh, một phần xóm Đồi Gai của xã Thành Kim và 5,48 ha diện tích tự nhiên thuộc đất xóm 2 của xã Thành Hưng.

### Năm 1991: Quyết định số 65/TCCP
- Quyết định số 65/TCCP[99] ngày 7 tháng 2 năm 1991 của Ban Tổ chức – Cán bộ Chính phủ về việc thành lập thị trấn Lam Sơn thuộc huyện Thọ Xuân, tỉnh Thanh Hóa:
- Huyện Thọ Xuân

1. Thành lập thị trấn Lam Sơn thuộc huyện Thọ Xuân, tỉnh Thanh Hóa trên cơ sở: 174 ha diện tích tự nhiên và 4.867 nhân khẩu của xã Thọ Xương; 11,03 ha diện tự nhiên và 218 nhân khẩu của xã Thọ Lâm; 17,72 ha diện tích tự nhiên của xã Xuân Bái; 119,15 ha diện tích tự nhiên và 746 nhân khẩu thuộc xã Xuân Lam và 17,8 ha diện tích tự nhiên của nhà máy đường Lam Sơn.

### Năm 1991: Quyết định số 66/TCCP
- Quyết định số 66/TCCP[100] ngày 7 tháng 2 năm 1991 của Ban Tổ chức – Cán bộ Chính phủ về việc giải thể nông trưởng Hà Trung để thành lập phường Bắc Sơn thuộc thị xã Bỉm Sơn, tỉnh Thanh Hóa:
- Thị xã Bỉm Sơn

1. Giải thể thị trấn nông trường Hà Trung để thành lập phường Bắc Sơn thuộc thị xã Bỉm Sơn, tỉnh Thanh Hóa.

### Năm 1991: Quyết định số 185/TCCP
- Quyết định số 185/TCCP[101] ngày 13 tháng 4 năm 1991 của Ban Tổ chức – Cán bộ Chính phủ về việc thành lập thị trấn huyện lỵ huyện Quảng Xương và huyện Lang Chánh, tỉnh Thanh Hóa:
- Huyện Quảng Xương

1. Tách 48,89 ha diện tích tự nhiên và 2027 nhân khẩu thuộc các thôn Tiền Đoài, Tiền Tú, Phú Thọ của xã Quảng Tân; 74,67 ha diện tích tự nhiên và 2368 nhân khẩu thuộc các thôn Đông Đa, Tri Hòa, Chính Trung của xã Quảng Phong để thành lập thị trấn Quảng Xương, thị trấn huyện lỵ huyện Quảng Xương.

- Huyện Lang Chánh

1. Tách 135,27 ha diện tích tự nhiên và 2516 nhân khẩu thuộc làng Chiềng Chải và phố Vinh Quang của xã Quang Hiến; 158,96 ha diện tích tự nhiên và 1.282 nhân khẩu thuộc làng Lưỡi, phố Ngã ba Đồng Lương của xã Đồng Lương để thành lập thị trấn Lang Chánh, thị trấn huyện lỵ huyện Lang Chánh.

### Năm 1992: Quyết định số 49/TCCP
- Quyết định số 49/TCCP[102] ngày 28 tháng 1 năm 1992 của Ban Tổ chức – Cán bộ Chính phủ về việc thành lập thị trấn huyện lỵ thuộc các huyện Đông Sơn và Vĩnh Lộc, tỉnh Thanh Hóa:
- Huyện Đông Sơn

1. Thành lập thị trấn Rừng Thông (huyện lỵ huyện Đông Sơn) trên cơ sở: 66,3 ha diện tích tự nhiên và 2419 nhân khẩu thuộc xóm Cầu, phố Kết của xã Đông Xuân; 14,7 ha diện tích tự nhiên và 695 nhân khẩu thuộc thôn Kim Sơn của xã Đông Tiến; 0,04 ha diện tích tự nhiên và 12 nhân khẩu thuộc thôn Trường Sơn của xã Đông Lĩnh; 5,2 ha diện tích tự nhiên và 478 nhân khẩu thuộc xóm Lê của xã Đông Tân.

- Huyện Vĩnh Lộc

1. Thành lập thị trấn Vĩnh Lộc (huyện lỵ huyện Vĩnh Lộc) trên cơ sở: 49,78 ha diện tích tự nhiên và 1972 nhân khẩu thuộc làng Thành Công, Thành Long của xã Vĩnh Thành; 18,71 ha diện tích tự nhiên và 677 nhân khẩu thuộc làng Bái Xuân của xã Vĩnh Phúc; 4,14 ha diện tích tự nhiên và 141 nhân khẩu thuộc làng Phương Giai của xã Vĩnh Tiến.

### Năm 1994: Nghị định số 4-CP
- Nghị định số 4-CP[103] ngày 25 tháng 1 năm 1994 của Chính phủ về việc thành lập xã Bình Sơn thuộc huyện Triệu Sơn tỉnh Thanh Hóa:
- Huyện Triệu Sơn

1. Thành lập xã Bình Sơn thuộc huyện Triệu Sơn tỉnh Thanh Hóa trên cơ sở 457,8 ha diện tích tự nhiên với 532 nhân khẩu của xã Thọ Sơn; 1.076,3 ha diện tích tự nhiên với 814 nhân khẩu của xã Thọ Bình và 2.645 nhân khẩu của vùng kinh tế mới tây nam huyện Triệu Sơn.

### Năm 1994: Nghị định số 37-CP
- Nghị định số 37-CP[104] ngày 1 tháng 5 năm 1994 của Chính phủ về việc thành lập thành phố Thanh Hóa thuộc tỉnh Thanh Hóa:
- Thành phố Thanh Hóa

1. Nay thành lập thành phố Thanh Hóa thuộc tỉnh Thanh Hóa trên cơ sở thị xã Thanh Hóa.
2. Thành phố Thanh Hóa có các đơn vị hành chính cơ sở, diện tích, dân số và địa giới hành chính của thị xã Thanh Hóa cũ.

### Năm 1994: Nghị định số 55-CP
- Nghị định số 55-CP[105] ngày 28 tháng 6 năm 1994 của Chính phủ về việc thành lập phường Đông Thọ, phường Đông Vệ và chia phường Nam Ngạn thành 2 phường thuộc thành phố Thanh Hóa, tỉnh Thanh Hóa:
- Thành phố Thanh Hóa

1. Thành lập phường Đông Thọ trên cơ sở xã Đông Thọ.
2. Thành lập phường Đông Vệ trên cơ sở xã Đông Vệ.
3. Chia phường Nam Ngạn thành 2 phường: Nam Ngạn và phường Trường Thi.

### Năm 1994: Nghị định số 92-CP
- Nghị định số 92-CP[106] ngày 23 tháng 8 năm 1994 của Chính phủ về việc thành thị trấn Cành Nàng thuộc huyện Bá Thước, tỉnh Thanh Hóa:
- Huyện Bá Thước

1. Thành lập thị trấn Cành Nàng (thị trấn huyện lỵ) trên cơ sở diện tích tự nhiên 83,1 ha, nhân khẩu 2.487 của xã Lâm Xa, thuộc huyện Bá Thước, tỉnh Thanh Hóa.

### Năm 1995: Nghị định số 85-CP
- Nghị định số 85-CP[107] ngày 6 tháng 12 năm 1995 của Chính phủ về việc điều chỉnh địa giới thành phố Thanh Hóa và thành lập phường Trung Sơn thuộc thị xã Sầm Sơn, tỉnh Thanh Hóa:
- Huyện Đông Sơn, huyện Quảng Xương, thành phố Thanh Hóa

1. Sáp nhập xã Đông Cương thuộc huyện Đông Sơn; xã Quảng Hưng, xã Quảng Thành thuộc huyện Quảng Xương vào thành phố Thanh Hóa.
2. Sáp nhập diện tích tự nhiên 30,94 ha phía đông và phía tây quốc lộ 1A của xã Quảng Thịnh, huyện Quảng Xương về phường Đông Vệ thuộc thành phố Thanh Hóa.
3. Sáp nhập diện tích tự nhiên 18,09 ha và 140 nhân khẩu của xã Quảng Thịnh, huyện Quảng Xương vào xã Quảng Thắng thuộc thành phố Thanh Hóa.
4. Sau khi điều chỉnh địa giới:
  1. Thành phố Thanh Hóa có diện tích tự nhiên 5.857 ha và 169.003 nhân khẩu. Gồm 17 đơn vị hành chính là các phường: Lam Sơn, Ba Đình, Ngọc Trạo, Điện Biên, Nam Ngạn, Trường Phi, Hàm Rồng, Đông Sơn, Đông Thọ, Đông Vệ, Phú Sơn và các xã Quảng Thắng, Đông Hải, Đông Cương, Quảng Thành, Quảng Hưng, Đông Hương.
  2. Huyện Quảng Xương còn lại diện tích tự nhiên 22.739,5 ha và 256.283 nhân khẩu Gồm 41 xã, thị trấn.
  3. Huyện Đông Sơn còn lại diện tích tự nhiên 18.620 ha và 205.739 nhân khẩu. Gồm 36 xã, thị trấn.

- Thị xã Sầm Sơn

1. Thành lập phường Trung Sơn thuộc thị xã Sầm Sơn trên cơ sở diện tích tự nhiên và dân số của xã Quảng Trường thuộc thị xã Sầm Sơn.

### Năm 1996: Nghị định số 72-CP
- Nghị định số 72-CP[108] ngày 18 tháng 1 năm 1996 của Chính phủ về việc điều chỉnh địa giới hành chính các huyện Quan Hóa, Như Xuân, Đông Sơn, Thiệu Yên thuộc tỉnh Thanh Hóa:
- Huyện Quan Hóa, huyện Quan Sơn, huyện Mường Lát

1. Thành lập huyện Quan Sơn trên cơ sở 9 xã: Trung Xuân, Trung Thượng, Trung Hạ, Sơn Hà, Tam Thanh, Sơn Thủy, Sơn Lư, Tam Lư, Sơn Điện thuộc huyện Quan Hóa. Huyện Quan Sơn có 86.534,85 ha diện tích tự nhiên và 29.952 nhân khẩu.
2. Thành lập huyện Muờng Lát trên cơ sở 6 xã: Trung Lý, Tén Tằn, Tam Chung, Pù Nhi, Quan Chiểu, Mường Chanh thuộc huyện Quan Hóa. Huyện Mường Lát có 84.558 ha diện tích tự nhiên và 23.959 nhân khẩu.
3. Sau khi điều chỉnh địa giới hành chính, huyện Quan Hóa còn lại 18 xã, thị trấn với 104.352 ha diện tích tự nhiên và 40.905 nhân khẩu.

- Huyện Như Xuân, huyện Như Thanh

1. Thành lập huyện Như Thanh trên cơ sở 16 xã: Thanh Kỳ, Thành Tân, Xuân Thái, Yên Lạc, Yên Thọ, Xuân Phúc, Phúc Đường, Xuân Thọ, Xuân Khang, Hải Long, Phú Nhuận, Mậu Lâm, Phượng Nghi, Xuân Du, Cán Khê, Hải Vân thuộc huyện Như Xuân. Huyện Như Thanh có 58.694 ha diện tích tự nhiên và 76.045 nhân khẩu.
2. Sau khi điều chỉnh địa giới hành chính, huyện Như Xuân còn lại 16 xã, thị trấn với 70.782 ha diện tích tự nhiên và 47.273 nhân khẩu.

- Huyện Thiệu Yên, huyện Đông Sơn, huyện Thiệu Hóa

1. Thành lập huyện Thiệu Hóa trên cơ sở 15 xã: Thiệu Ngọc, Thiệu Vũ, Thiệu Phúc, Thiệu Tiến, Thiệu Công, Thiệu Phú, Thiệu Hưng, Thiệu Long, Thiệu Giang, Thiệu Duy, Thiệu Nguyện, Thiệu Hợp, Thiệu Thịnh, Thiệu Quang, Thiệu Thành với 9.408,86 ha diện tích tự nhiên và 95.988 nhân khẩu thuộc huyện Thiệu Yên; 16 xã thuộc huyện Đông Sơn: Thiệu Toán, Thiệu Chính, Thiệu Hoà, Thiệu Minh, Thiệu Tâm, Thiệu Viên, Thiệu Lý, Thiệu Vận, Thiệu Trung, Thiệu Đô, Thiệu Châu, Thiệu Vân, Thiệu Giao, Thiệu Khánh, Thiệu Dương, Thiệu Tân (với 7.935,64 ha diện tích tự nhiên và 102.325 nhân khẩu). Huyện Thiệu Hoá có 31 xã với 17.344,5 ha diện tích tự nhiên và 198.223 nhân khẩu.
2. Sau khi điều chỉnh địa giới huyện Đông Sơn còn lại 10.676,26 ha diện tích tự nhiên và 112.534 nhân khẩu, gồm 20 xã, thị trấn.

- Huyện Thiệu Yên, huyện Yên Định

1. Đổi tên huyện Thiệu Yên thành huyện Yên Định.
2. Đổi tên thị trấn Thiệu Yên thuộc huyện Yên Định thành thị trấn Quán Lào.

### Năm 1999: Nghị định số 65/1999/NĐ-CP
- Nghị định số 65/1999/NĐ-CP[109] ngày 5 tháng 8 năm 1999 của Chính phủ về việc điều chỉnh địa giới hành chính để thành lập xã, thị trấn thuộc các huyện Quan Sơn, Mường Lát, Như Xuân và Thọ Xuân, tỉnh Thanh Hóa:
- Huyện Quan Sơn

1. Thành lập xã Na Mèo thuộc huyện Quan Sơn trên cơ sở 12.195 ha diện tích tự nhiên và 2.605 nhân khẩu của xã Sơn Thủy,
2. Thành lập xã Mường Mìn thuộc huyện Quan Sơn trên cơ sở 8.190 ha diện tích tự nhiên và 2.115 nhân khẩu của xã Sơn Điện.

- Huyện Mường Lát

1. Thành lập xã Mường Lý thuộc huyện Mường Lát trên cơ sở 12.009 ha diện tích tự nhiên và 3.874 nhân khẩu của xã Trung Lý.

- Huyện Như Xuân

1. Thành lập xã Thanh Hòa thuộc huyện Như Xuân trên cơ sở 9.187 ha diện tích tự nhiên và 1.813 nhân khẩu của xã Thanh Phong.

- Huyện Thọ Xuân

1. Giải thể thị trấn nông trường Sao Vàng thuộc huyện Thọ Xuân và thành lập thị trấn Sao Vàng trên cơ sở 4.950 nhân khẩu của thị trấn nông trường Sao Vàng đang quản lý, 102,5 ha diện tích tự nhiên của xã Thọ Lâm, 186,5 ha diện tích tự nhiên của, 186,5 ha diện tích tự nhiên của xã Xuân Thăng.

### Năm 2000: Nghị định số 63/2000/NĐ-CP
- Nghị định số 63/2000/NĐ-CP[110] ngày 30 tháng 10 năm 2000 của Chính phủ về việc thành lập thị trấn huyện lỵ huyện Thiệu Hóa, tỉnh Thanh Hóa:
- Huyện Thiệu Hóa

1. Nay thành lập thị trấn Vạn Hà (thị trấn huyện lỵ) huyện Thiệu Hóa, tỉnh Thanh Hóa trên cơ sở toàn bộ diện tích và dân số xã Thiệu Hưng.

### Năm 2002: Nghị định số 44/2002/NĐ-CP
- Nghị định số 44/2002/NĐ-CP[111] ngày 11 tháng 4 năm 2002 của Chính phủ về việc thành lập các phường thuộc thành phố Thanh Hóa, thị xã Bỉm Sơn và thị trấn Bến Sung thuộc huyện Như Thanh, tỉnh Thanh Hóa:
- Thành phố Thanh Hóa

1. Thành lập phường Tân Sơn thuộc thành phố Thanh Hóa trên cơ sở 78 ha diện tích tự nhiên và 11.114 nhân khẩu của phường Phú Sơn.

- Thị xã Bỉm Sơn

1. Thành lập phường Đông Sơn thuộc thị xã Bỉm Sơn trên cơ sở 1.931,1 ha diện tích tự nhiên và 8.650 nhân khẩu của phường Lam Sơn.

- Huyện Như Thanh

1. Thành lập thị trấn Bến Sung – thị trấn huyện lỵ huyện Như Thanh trên cơ sở 244,15 ha diện tích tự nhiên và 2.302 nhân khẩu của xã Hải Vân, 340 ha diện tích tự nhiên và 1.653 nhân khẩu của xã Hải Long.

### Năm 2003: Nghị định số 131/2003/NĐ-CP
- Nghị định số 131/2003/NĐ-CP[112] ngày 6 tháng 11 năm 2003 của Chính phủ về việc thành lập thị trấn thuộc các huyện Mường Lát, Quan Sơn và Hoằng Hóa, tỉnh Thanh Hóa:
- Huyện Mường Lát

1. Thành lập thị trấn Mường Lát, thị trấn huyện lỵ huyện Mường Lát trên cơ sở 850 ha diện tích tự nhiên và 2.850 nhân khẩu của xã Tam Chung.

- Huyện Quan Sơn

1. Thành lập thị trấn Quan Sơn - thị trấn huyện lỵ huyện Quan Sơn trên cơ sở 579,40 ha diện tích tự nhiên và 2.820 nhân khẩu của xã Sơn Lư.

- Huyện Hoằng Hóa

1. Thành lập thị trấn Tào Xuyên thuộc huyện Hoằng Hóa trên cơ sở 60,80 ha diện tích tự nhiên và 1.500 nhân khẩu của xã Hoằng Anh, 168,94 ha diện tích tự nhiên và 3.114 nhân khẩu của xã Hoằng Long, 45,61 ha diện tích tự nhiên và 502 nhân khẩu của xã Hoằng Lý.

### Năm 2004: Nghị định số 15/2004/NĐ-CP
- Nghị định số 15/2004/NĐ-CP[113] ngày 9 tháng 1 năm 2004 của Chính phủ về việc giải thể thị trấn nông trường để thành lập xã, thị trấn thuộc các huyện Ngọc Lặc, Thạch Thành, Cẩm Thủy, Như Xuân, Nông Cống, tỉnh Thanh Hóa:
- Huyện Ngọc Lặc, huyện Thọ Xuân

1. Giải thể thị trấn nông trường Lam Sơn thuộc huyện Ngọc Lặc để thành lập xã Lam Sơn thuộc huyện Ngọc Lặc trên cơ sở 1.067,90 ha diện tích đất tự nhiên của nông trường Lam Sơn đang sử dụng thuộc địa giới hành chính của các xã, gồm: 523,20 ha của xã Minh Tiến, 204,70 ha của xã Minh Sơn, 35,90 ha của xã Xuân Châu, 98,20 ha của xã Xuân Tín, 205,90 ha của xã Quảng Phú và 149,70 ha diện tích tự nhiên của xã Minh Tiến đang quản lý; 3.423 nhân khẩu của thị trấn nông trường Lam Sơn và 819 nhân khẩu của xã Minh Tiến.
2. Giao số nhân khẩu còn lại của thị trấn nông trường Lam Sơn về các xã như sau: 768 nhân khẩu về xã Minh Tiến, 62 nhân khẩu về xã Minh Sơn, 50 nhân khẩu về xã Kiên Thọ, 529 nhân khẩu về xã Xuân Châu.
3. Giải thể thị trấn nông trường Sông Âm thuộc huyện Ngọc Lặc, số nhân khẩu của thị trấn nông trường Sông Âm được chuyển giao về các xã như sau: 1.075 nhân khẩu chuyển về xã Nguyệt Ấn, 587 nhân khẩu chuyển về xã Kiên Thọ, 300 nhân khẩu về xã Phùng Giáo, 162 nhân khẩu về xã Phùng Minh, 77 nhân khẩu về xã Thọ Minh, 458 nhân khẩu chuyển về xã Xuân Châu, 09 nhân khẩu chuyển về xã Xuân Lam, 04 nhân khẩu chuyển về xã Xuân Thiên.

- Huyện Cẩm Thủy

1. Giải thể thị trấn nông trường Phúc Do thuộc huyện Cẩm Thủy để thành lập xã Phúc Do thuộc huyện Cẩm Thủy trên cơ sở 578,95 ha diện tích tự nhiên của nông trường đang sử dụng thuộc địa giới hành chính của các xã, gồm: 220,74 ha của xã Cẩm Tân, 358,21 ha của xã Cẩm Phú và 2.537 nhân khẩu của thị trấn nông trường Phúc Do.
2. Giao số nhân khẩu còn lại của thị trấn nông trường Phúc Do về các xã như sau: 425 nhân khẩu về xã Cẩm Ngọc, 64 nhân khẩu về xã Cẩm Long, 602 nhân khẩu về xã Cẩm Phú.

- Huyện Nông Cống, huyện Như Thanh

1. Giải thể thị trấn nông trường Yên Mỹ thuộc huyện Nông Cống để thành lập xã Yên Mỹ thuộc huyện Nông Cống trên cơ sở 1.325,60 ha diện tích tự nhiên của nông trường Yên Mỹ đang sử dụng thuộc địa giới hành chính của các xã, gồm: 1.153,60 ha của xã Công Bình, 172 ha của xã Thanh Tân; 3.157 nhân khẩu của thị trấn nông trường Yên Mỹ và 20 nhân khẩu của xã Công Bình.
2. Giao số nhân khẩu còn lại của thị trấn nông trường Yên Mỹ về các xã như sau: 746 nhân khẩu về xã Công Bình, 733 nhân khẩu về xã Công Chính, 72 nhân khẩu về xã Công Liêm, 295 nhân khẩu về xã Thăng Long, 33 nhân khẩu về xã Tượng Sơn, 216 nhân khẩu về xã Yên Lạc, 27 nhân khẩu về xã Thanh Tân.

- Huyện Thạch Thành

1. Giải thể thị trấn nông trường Thạch Thành thuộc huyện Thạch Thành để thành lập xã Thạch Tân thuộc huyện Thạch Thành trên cơ sở 395,39 ha diện tích tự nhiên của nông trường Thạch Thành đang sử dụng thuộc địa giới hành chính của các xã, gồm: 110,10 ha của xã Thạch Định, 261,10 ha của xã Thạch Bình, 24,19 ha của xã Thạch Đồng và 31,90 ha diện tích tự nhiên của xã Thạch Bình đang quản lý; 1.850 nhân khẩu của thị trấn nông trường Thạch Thành và 503 nhân khẩu của xã Thạch Bình.
2. Số nhân khẩu còn lại của thị trấn nông trường Thạch Thành chuyển về các xã như sau: 342 nhân khẩu về xã Thạch Sơn, 04 nhân khẩu về xã Thạch Cẩm.
3. Giải thể thị trấn nông trường Vân Du thuộc huyện Thạch Thành để thành lập thị trấn Vân Du thuộc huyện Thạch Thành trên cơ sở 253 ha diện tích tự nhiên của nông trường Vân Du đang sử dụng thuộc địa giới hành chính xã Thành Vân và 169 ha diện tích tự nhiên của xã Thành Vân đang quản lý; 3.440 nhân khẩu của thị trấn nông trường Vân Du và 738 nhân khẩu của xã Thành Vân.
4. Giao số nhân khẩu còn lại của thị trấn nông trường Vân Du về các xã như sau: 1.153 nhân khẩu về xã Thành Vân, 1.318 nhân khẩu về xã Thành Tâm, 05 nhân khẩu về xã Ngọc Trạo, 11 nhân khẩu về xã Thành An.

- Huyện Như Xuân, huyện Như Thanh

1. Giải thể thị trấn nông trường Bãi Trành thuộc huyện Như Xuân để thành lập xã Bãi Trành thuộc huyện Như Xuân trên cơ sở 1.253,79 ha diện tích tự nhiên của nông trường Bãi Trành đang sử dụng thuộc địa giới hành chính của xã Xuân Bình và 1.283,48 ha diện tích tự nhiên của xã Xuân Bình; 2.516 nhân khẩu của thị trấn nông trường Bãi Trành và 2.216 nhân khẩu của xã Xuân Bình.
2. Thành lập xã Xuân Hòa thuộc huyện Như Xuân trên cơ sở 2.431 ha diện tích tự nhiên của nông trường Bãi Trành đang sử dụng thuộc địa giới hành chính xã Xuân Bình và 9.245,75 ha diện tích tự nhiên của xã Xuân Bình; 232 nhân khẩu của thị trấn nông trường Bãi Trành và 1.953 nhân khẩu của xã Xuân Bình.
3. Số nhân khẩu còn lại của thị trấn nông trường Bãi Trành chuyển về các xã như sau: 1.833 nhân khẩu về xã Xuân Bình, 254 nhân khẩu về xã Xuân Thái.

### Năm 2006: Nghị định số 40/2006/NĐ-CP
- Nghị định số 40/2006/NĐ-CP[114] ngày 21 tháng 4 năm 2006 của Chính phủ về việc thành lập thị trấn Nhồi thuộc huyện Đông Sơn, tỉnh Thanh Hóa:
- Huyện Đông Sơn

1. Thành lập thị trấn Nhồi thuộc huyện Đông Sơn, tỉnh Thanh Hóa trên cơ sở 184,34 ha diện tích tự nhiên và 4.577 nhân khẩu của xã Đông Hưng và 3 ha diện tích tự nhiên và 478 nhân khẩu của xã Đông Tân.
2. Huyện Đông Sơn có 10.634,84 ha diện tích tự nhiên và 110.333 nhân khẩu, có 21 đơn vị hành chính trực thuộc là các xã Đông Hưng, Đông Thanh, Đông Vinh, Đông Ninh, Đông Anh, Đông Tiến, Đông Tân, Đông Xuân, Đông Lĩnh, Đông Hoàng, Đông Khê, Đông Minh, Đông Nam, Đông Hòa, Đông Quang, Đông Phú, Đông Văn, Đông Yên, Đông Thịnh và các thị trấn Rừng Thông, Nhồi.

### Năm 2008: Nghị định số 38/2008/NĐ-CP
- Nghị định số 38/2008/NĐ-CP[115] ngày 3 tháng 4 năm 2008 của Chính phủ về việc giải thể các xã Xuân Mỹ, Xuân Liên và Xuân Khao (vùng lòng hồ chứa nước Cửa Đặt) thuộc huyện Thường Xuân, tỉnh Thanh Hóa và điều chỉnh địa giới hành chính các xã giải thể:
- Huyện Thường Xuân

1. Giải thể các xã Xuân Mỹ, Xuân Liên, Xuân Khao thuộc huyện Thường Xuân, tỉnh Thanh Hóa.
2. Điều chỉnh địa giới hành chính các xã giải thể như sau:
  1. Điều chỉnh 5.201,02 ha diện tích tự nhiên của xã Xuân Mỹ; 1.849,42 ha diện tích tự nhiên của xã Xuân Liên về xã Vạn Xuân thuộc huyện Thường Xuân quản lý.
  2. Điều chỉnh 1.972,54 ha diện tích tự nhiên và 1.026 nhân khẩu của xã Xuân Mỹ về xã Xuân Cẩm thuộc huyện Thường Xuân quản lý.
  3. Điều chỉnh 7.094,67 ha diện tích tự nhiên của xã Xuân Liên; 1.901,89 ha diện tích tự nhiên của xã Xuân Khao về xã Yên Nhân thuộc huyện Thường Xuân quản lý.
  4. Điều chỉnh 821,20 ha diện tích tự nhiên của xã Xuân Liên; 2.637,59 ha diện tích tự nhiên của xã Xuân Khao về xã Lương Sơn huyện Thường Xuân quản lý.
  5. Điều chỉnh 743 nhân khẩu của xã Xuân Mỹ về xã Thanh Tân thuộc huyện Như Thanh quản lý.
  6. Điều chỉnh 804 nhân khẩu của xã Xuân Mỹ về xã Thanh Kỳ thuộc huyện Như Thanh quản lý.
  7. Điều chỉnh 50 nhân khẩu của xã Xuân Mỹ về xã Yên Nhân thuộc huyện Thường Xuân quản lý.
  8. Điều chỉnh 1.513 nhân khẩu của xã Xuân Liên về xã Xuân Hòa thuộc huyện Như Xuân quản lý.
  9. Điều chỉnh 39 nhân khẩu của xã Xuân Liên về xã Tân Thành thuộc huyện Thường Xuân quản lý.
  10. Điều chỉnh 1.147 nhân khẩu của xã Xuân Khao về xã Lương Sơn thuộc huyện Thường Xuân quản lý.
  11. Điều chỉnh 589 nhân khẩu của xã Xuân Khao về xã Yên Nhân thuộc huyện Thường Xuân quản lý.
  12. Điều chỉnh 443 nhân khẩu của xã Xuân Khao về xã Ngọc Phụng thuộc huyện Thường Xuân quản lý.
  13. Điều chỉnh 362 nhân khẩu của xã Xuân Khao về thị trấn Thường Xuân của huyện Thường Xuân quản lý.
3. Sau khi điều chỉnh địa giới hành chính các xã giải thể:
  1. Huyện Thường Xuân có 111.323,79 ha diện tích tự nhiên và 79.970 nhân khẩu, có 17 đơn vị hành chính trực thuộc, gồm các xã: Lương Sơn, Ngọc Phụng, Xuân Cẩm, Vạn Xuân, Xuân Lẹ, Xuân Chinh, Xuân Lộc, Xuân Thắng, Tân Thành, Luận Khê, Bát Mọt, Yên Nhân, Luận Thành, Xuân Cao, Thọ Thanh, Xuân Dương và thị trấn Thường Xuân.
  2. Huyện Như Xuân có 71.739,78 ha diện tích tự nhiên; 61.226 nhân khẩu, có 18 đơn vị hành chính trực thuộc.
  3. Huyện Như Thanh có 56.712,11 ha diện tích tự nhiên; 84.388 nhân khẩu, có 17 đơn vị hành chính trực thuộc.

### Năm 2008: Nghị định số 11/NĐ-CP
- Nghị định số 11/NĐ-CP[116] ngày 23 tháng 12 năm 2008 của Chính phủ về việc điều chỉnh địa giới hành chính xã, thành lập xã thuộc huyện Mường Lát, huyện Quan Sơn, tỉnh Thanh Hóa:
- Huyện Mường Lát

1. Thành lập xã Nhi Sơn thuộc huyện Mường Lát trên cơ sở điều chỉnh 3.684,61 ha diện tích tự nhiên và 2.029 nhân khẩu của xã Pù Nhi.

- Huyện Quan Sơn

1. Thành lập xã Trung Tiến thuộc huyện Quan Sơn trên cơ sở điều chỉnh 4.405,5 ha diện tích tự nhiên và 2.935 nhân khẩu của xã Trung Thượng.
2. Sau khi điều chỉnh địa giới hành chính:
  1. Huyện Mường Lát có 80.865 ha diện tích tự nhiên và 30.318 nhân khẩu, có 09 đơn vị hành chính trực thuộc, bao gồm các xã: Trung Lý, Mường Lý, Pù Nhi, Nhi Sơn, Tam Chung, Tén Tần, Quang Chiểu, Mường Chanh và thị trấn Mường Lát.
  2. Huyện Quan Sơn có 94.345 ha diện tích tự nhiên và 34.915 nhân khẩu, có 13 đơn vị hành chính trực thuộc, bao gồm các xã: Sơn Thủy, Na Mèo, Sơn Điện, Mường Mìn, Tam Thanh, Tam Lư, Sơn Lư, Sơn Hà, Trung Thượng, Trung Tiến, Trung Hạ, Trung Xuân và thị trấn Quan Sơn.

### Năm 2009: Nghị quyết số 52/NQ-CP
- Nghị quyết số 52/NQ-CP[117] ngày 15 tháng 10 năm 2009 về việc giải thể thị trấn nông trường Thống Nhất; điều chỉnh địa giới hành chính xã để thành lập thị trấn Thống Nhất thuộc huyện Yên Định và mở rộng địa giới hành chính thị trấn Bút Sơn thuộc huyện Hoằng Hóa, tỉnh Thanh Hóa:
- Huyện Yên Định, huyện Ngọc Lặc, huyện Cẩm Thủy, huyện Thọ Xuân

1. Giải thể thị trấn nông trường Thống Nhất.
2. Chuyển giao 323,07 ha diện tích tự nhiên và 627 nhân khẩu về xã Yên Giang, 206,42 ha diện tích tự nhiên và 901 nhân khẩu về xã Yên Lâm, 48,68 ha diện tích tự nhiên và 167 nhân khẩu về xã Yên Tâm, huyện Yên Định.
3. Chuyển giao 707,91 ha diện tích tự nhiên và 2.930 nhân khẩu về xã Cao Thịnh, 163,52 ha diện tích tự nhiên và 249 nhân khẩu về xã Ngọc Trung và 33,22 ha diện tích tự nhiên về xã Lộc Thịnh, huyện Ngọc Lặc.
4. Chuyển giao 959,69 ha diện tích tự nhiên và 1.281 nhân khẩu về xã Quảng Phú, huyện Thọ Xuân.
5. Chuyển giao 173,83 ha diện tích tự nhiên và 259 nhân khẩu về xã Cẩm Tâm, 114,95 ha diện tích tự nhiên và 205 nhân khẩu về xã Cẩm Sơn và 43,77 ha diện tích tự nhiên về xã Cẩm Châu, huyện Cẩm Thủy.

- Huyện Yên Định, huyện Ngọc Lặc, huyện Thọ Xuân

1. Thành lập thị trấn Thống Nhất thuộc huyện Yên Định trên cơ sở điều chỉnh 363,67 ha diện tích tự nhiên và 608 nhân khẩu của xã Yên Giang, 36,13 ha diện tích tự nhiên và 266 nhân khẩu của xã Yên Lâm, 135 ha diện tích tự nhiên của xã Yên Tâm thuộc huyện Yên Định; 456,77 ha diện tích tự nhiên và 2.500 nhân khẩu của xã Cao Thịnh thuộc huyện Ngọc Lặc; 716,19 ha diện tích tự nhiên và 1.132 nhân khẩu của xã Quảng Phú thuộc huyện Thọ Xuân, tỉnh Thanh Hóa.
2. Sau khi giải thể thị trấn nông trường Thống Nhất và điều chỉnh địa giới hành chính các xã để thành lập thị trấn Thống Nhất thuộc huyện Yên Định:
  1. Huyện Yên Định có 22.783,09 ha diện tích tự nhiên và 171.235 nhân khẩu; có 29 đơn vị hành chính trực thuộc, bao gồm các thị trấn: Quán Lào, Thống Nhất và các xã: Yên Phú, Yên Lâm, Yên Tâm, Yên Giang, Quý Lộc, Yên Thọ,  Yên Trung, Yên Trường, Yên Bái, Yên Phong, Yên Thái, Yên Hùng, Yên Thịnh, Yên Ninh, Yên Lạc, Định Tăng, Định Hòa, Định Thành, Định Công, Định Tân, Định Tiến, Định Long, Định Liên, Định Tường, Định Hưng, Định Hải, Định Bình.
  2. Huyện Ngọc Lặc còn lại 48.528,15 ha diện tích tự nhiên và 132.870 nhân khẩu; có 22 đơn vị hành chính trực thuộc.
  3. Huyện Thọ Xuân còn lại 29.588,5 ha diện tích tự nhiên và 233.752 nhân khẩu; có 41 đơn vị hành chính trực thuộc.
  4. Huyện Cẩm Thủy có 42.410,85 ha diện tích tự nhiên và 111.999 nhân khẩu; có 20 đơn vị hành chính trực thuộc.

- Huyện Hoằng Hóa

1. Điều chỉnh 6,62 ha diện tích tự nhiên và 181 nhân khẩu của xã Hoằng Phúc; 11,04 ha diện tích tự nhiên và 157 nhân khẩu của xã Hoằng Đạo; 32,85 ha diện tích tự nhiên và 393 nhân khẩu của xã Hoằng Vinh; 55,48 ha diện tích tự nhiên và 575 nhân khẩu của xã Hoằng Đức về thị trấn Bút Sơn, huyện Hoằng Hóa quản lý.
2. Huyện Hoằng Hóa có 22.484 ha diện tích tự nhiên và 250.534 nhân khẩu; có 49 đơn vị hành chính trực thuộc.

### Năm 2009: Nghị quyết số 61/NQ-CP
- Nghị quyết số 61/NQ-CP[118] ngày 8 tháng 12 năm 2009 của Chính phủ về việc điều chỉnh địa giới hành chính xã để thành lập phường thuộc thị xã Bỉm Sơn, thành lập phường thuộc thị xã Sầm Sơn tỉnh Thanh Hóa:
- Thị xã Bỉm Sơn

1. Thành lập phường Phú Sơn thuộc thị xã Bỉm Sơn trên cơ sở điều chỉnh 287,85 ha diện tích tự nhiên và 7.163 nhân khẩu của xã Quang Trung.

- Thị xã Sầm Sơn

1. Thành lập phường Quảng Tiến thuộc thị xã Sầm Sơn trên cơ sở nguyên trạng toàn bộ xã Quảng Tiến.
2. Sau khi điều chỉnh địa giới hành chính xã, thành lập các phường:
  1. Thị xã Bỉm Sơn có 6.688,59 ha diện tích tự nhiên và 56.893 nhân khẩu; có 08 đơn vị hành chính trực thuộc, bao gồm các phường: Phú Sơn, Ngọc Trạo, Bắc Sơn, Lam Sơn, Đông Sơn, Ba Đình và 02 xã: Hà Lan, Quang Trung.
  2. Thị xã Sầm Sơn có 1.788,83 ha diện tích tự nhiên và 60.913 nhân khẩu; có 05 đơn vị hành chính trực thuộc, bao gồm các phường: Quảng Tiến, Trường Sơn, Bắc Sơn, Trung Sơn và xã Quảng Cư.

### Năm 2012: Nghị quyết số 5/NQ-CP
- Nghị quyết số 5/NQ-CP[119] ngày 29 tháng 2 năm 2012 của Chính phủ về việc điều chỉnh địa giới hành chính các huyện Hoằng Hóa, Thiệu Hóa, Đông Sơn và Quảng Xương để mở rộng địa giới hành chính thành phố Thanh Hóa và thành lập các phường thuộc thành phố Thanh Hóa, tỉnh Thanh Hóa:
- Huyện Hoằng Hóa, huyện Thiệu Hóa, huyện Đông Sơn, huyện Quảng Xương

1. Điều chỉnh 2.253,41 ha diện tích tự nhiên và 28.127 nhân khẩu (bao gồm toàn bộ diện tích tự nhiên và nhân khẩu của các xã: Hoằng Anh, Hoằng Lý, Hoằng Long, Hoằng Quang, Hoằng Đại và thị trấn Tào Xuyên) của huyện Hoằng Hóa; 1.497,36 ha diện tích tự nhiên và 26.098 nhân khẩu (bao gồm toàn bộ diện tích tự nhiên và nhân khẩu của các xã Thiệu Dương, Thiệu Khánh, Thiệu Vân) của huyện Thiệu Hóa; 2.400,34 ha diện tích tự nhiên và 31.761 nhân khẩu (bao gồm toàn bộ diện tích tự nhiên và nhân khẩu của các xã Đông Lĩnh, Đông Tân, Đông Hưng, Đông Vinh và thị trấn Nhồi) của huyện Đông Sơn; 2.736,15 ha diện tích tự nhiên và 37.308 nhân khẩu (bao gồm toàn bộ diện tích tự nhiên và nhân khẩu của các xã Quảng Thịnh, Quảng Đông, Quảng Phú, Quảng Tâm và Quảng Cát) của huyện Quảng Xương về thành phố Thanh Hóa quản lý.

- Thành phố Thanh Hóa

1. Thành lập phường Tào Xuyên trên cơ sở nguyên trạng thị trấn Tào Xuyên.
2. Thành lập phường An Hoạch trên cơ sở nguyên trạng thị trấn Nhồi.
3. Sau khi điều chỉnh địa giới hành chính các huyện để mở rộng địa giới hành chính thành phố Thanh Hóa và thành lập các phường thuộc thành phố Thanh Hóa.
  1. Thành phố Thanh Hóa có 14.677,07 ha diện tích tự nhiên và 393.294 nhân khẩu; có 37 đơn vị hành chính trực thuộc, bao gồm 14 phường: Hàm Rồng, Nam Ngạn, Đông Thọ, Trường Thi, Điện Biên, Phú Sơn, Tân Sơn, Lam Sơn, Đông Sơn, Ba Đình, Ngọc Trạo, Đông Vệ, Tào Xuyên, An Hoạch và 23 xã: Đông Cương, Đông Hương, Đông Hải, Quảng Hưng, Quảng Thành, Quảng Thắng, Hoằng Lý, Hoằng Long, Hoằng Anh, Hoằng Quang, Hoằng Đại, Quảng Thịnh, Quảng Đông, Quảng Phú, Quảng Tâm, Quảng Cát, Đông Lĩnh, Đông Tân, Đông Hưng, Đông Vinh, Thiệu Dương, Thiệu Khánh, Thiệu Vân.
  2. Huyện Hoằng Hóa còn lại 20.219,59 ha diện tích tự nhiên, 221.613 nhân khẩu và 43 đơn vị hành chính trực thuộc, bao gồm 42 xã: Hoằng Giang, Hoằng Xuân, Hoằng Khánh, Hoằng Phượng, Hoằng Phú, Hoằng Quý, Hoằng Kim, Hoằng Trung, Hoằng Trinh, Hoằng Sơn, Hoằng Lương, Hoằng Xuyên, Hoằng Cát, Hoằng Khê, Hoằng Quỳ, Hoằng Hợp, Hoằng Minh, Hoằng Đồng, Hoằng Vinh, Hoằng Thịnh, Hoằng Thái, Hoằng Phúc, Hoằng Đức, Hoằng Hà, Hoằng Đạt, Hoằng Đạo, Hoằng Thắng, Hoằng Lộc, Hoàng Thành, Hoằng Trạch, Hoằng Phong, Hoằng Lưu, Hoằng Châu, Hoằng Tân, Hoằng Ngọc, Hoằng Đông, Hoằng Thanh, Hoằng Phụ, Hoằng Hải, Hoằng Yến, Hoằng Tiến, Hoằng Trường và thị trấn Bút Sơn.
  3. Huyện Thiệu Hóa còn lại 16.068,38 ha diện tích tự nhiên, 152.782 nhân khẩu và 28 đơn vị hành chính, bao gồm 27 xã: Thiệu Toán, Thiệu Chính, Thiệu Hòa, Thiệu Minh, Thiệu Tâm, Thiệu Viên, Thiệu Lý, Thiệu Vận, Thiệu Trung, Thiệu Đô, Thiệu Châu, Thiệu Tân, Thiệu Giao, Thiệu Ngọc, Thiệu Vũ, Thiệu Tiến, Thiệu Thành, Thiệu Công, Thiệu Phúc, Thiệu Phú, Thiệu Long, Thiệu Giang, Thiệu Duy, Thiệu Nguyên, Thiệu Hợp, Thiệu Thịnh, Thiệu Quang và thị trấn Vạn Hà.
  4. Huyện Đông Sơn còn lại 8.240,68 ha diện tích tự nhiên, 74.217 nhân khẩu và 16 đơn vị hành chính trực thuộc, bao gồm 15 xã: Đông Hoàng, Đông Ninh, Đông Khê, Đông Hòa, Đông Yên, Đông Minh, Đông Thanh, Đông Tiến, Đông Anh, Đông Xuân, Đông Thịnh, Đông Văn, Đông Phú, Đông Nam, Đông Quang và thị trấn Rừng Thông.
  5. Huyện Quảng Xương còn lại 19.820 ha diện tích tự nhiên, 227.971 nhân khẩu và 36 đơn vị hành chính trực thuộc, bao gồm 35 xã: Quảng Tân, Quảng Trạch, Quảng Phong, Quảng Đức, Quảng Định, Quảng Nhân, Quảng Ninh, Quảng Bình, Quảng Hợp, Quảng Văn, Quảng Long, Quảng Yên, Quảng Hòa, Quảng Lĩnh, Quảng Khê, Quảng Trung, Quảng Chính, Quảng Ngọc, Quảng Trường, Quảng Phúc, Quảng Vọng, Quảng Minh, Quảng Hùng, Quảng Giao, Quảng Thọ, Quảng Châu, Quảng Vinh, Quảng Đại, Quảng Hải, Quảng Lưu, Quảng Lộc, Quảng Lợi, Quảng Nham, Quảng Thạch, Quảng Thái và thị trấn Quảng Xương.

### Năm 2013: Nghị quyết số 99/NQ-CP
- Nghị quyết số 99/NQ-CP[120] ngày 19 tháng 8 năm 2013 của Chính phủ về việc thành lập các phường: Đông Cương, Đông Hương, Đông Hải, Quảng Hưng, Quảng Thành, Quảng Thắng thuộc thành phố Thanh Hóa, tỉnh Thanh Hóa:
- Thành phố Thanh Hóa

1. Thành lập phường Đông Cương trên cơ sở toàn bộ xã Đông Cương.
2. Thành lập phường Đông Hương trên cơ sở toàn bộ xã Đông Hương.
3. Thành lập phường Đông Hải trên cơ sở toàn bộ xã Đông Hải.
4. Thành lập phường Quảng Hưng trên cơ sở toàn bộ xã Quảng Hưng.
5. Thành lập phường Quảng Thành trên cơ sở toàn bộ xã Quảng Thành.
6. Thành lập phường Quảng Thắng trên cơ sở toàn bộ xã Quảng Thắng.
7. Sau khi thành lập 06 phường , thành phố Thanh Hóa có 14.677,07 ha diện tích tự nhiên và 393.294 nhân khẩu, 37 đơn vị hành chính cấp xã, bao gồm 20 phường: Hàm Rồng, Nam Ngạn, Đông Thọ, Trường Thi, Điện Biên, Phú Sơn, Tân Sơn, Lam Sơn, Đông Sơn, Ba Đình, Ngọc Trạo, Đông Vệ, Tào Xuyên, An Hoạch, Đông Cương, Đông Hương, Đông Hải, Quảng Hưng, Quảng Thành, Quảng Thắng và 17 xã: Hoằng Lý, Hoằng Long, Hoằng Anh, Hoằng Quang, Hoằng Đại, Quảng Thịnh, Quảng Đông, Quảng Phú, Quảng Tâm, Quảng Cát, Đông Lĩnh, Đông Tân, Đông Hưng, Đông Vinh, Thiệu Dương, Thiệu Khánh, Thiệu Vân.

### Năm 2015: Nghị quyết số 935/NQ-UBTVQH13
- Nghị quyết số 935/NQ-UBTVQH13[121] ngày 15 tháng 5 năm 2015 của Ủy ban Thường vụ Quốc hội về việc điều chỉnh địa giới hành chính huyện Quảng Xương và thị xã Sầm Sơn để mở rộng địa giới hành chính thị xã Sầm Sơn, điều chỉnh địa giới hành chính 03 xã và 01 thị trấn thuộc huyện Nông Cống để mở rộng địa giới hành chính thị trấn Nông Cống thuộc huyện Nông Cống, điều chỉnh địa giới hành chính 03 xã và 01 thị trấn thuộc huyện Đông Sơn để mở rộng địa giới hành chính thị trấn Rừng Thông thuộc huyện Đông Sơn, tỉnh Thanh Hóa:
- Huyện Quảng Xương, thị xã Sầm Sơn[122]

1. Điều chỉnh 2.751,06 ha diện tích tự nhiên và 44.382 người của huyện Quảng Xương (bao gồm các xã Quảng Châu, Quảng Thọ, Quảng Vinh, Quảng Minh, Quảng Hùng, Quảng Đại) về thị xã Sầm Sơn.
  1. Sau khi mở rộng, thị xã sầm Sơn có 4.539,89 ha diện tích tự nhiên và 101.132 người; có 11 đơn vị hành chính trực thuộc, gồm 04 phường: Bắc Sơn, Trung Sơn, Trường Sơn, Quảng Tiến và 07 xã: Quảng Cư, Quảng Châu, Quảng Thọ, Quảng Vinh, Quảng Minh, Quảng Hùng, Quảng Đại.
  2. Huyện Quảng Xương còn lại 17.126,44 ha diện tích tự nhiên và 202.230 người, có 30 đơn vị hành chính trực thuộc, gồm 29 xã Quảng Tân, Quảng Trạch, Quảng Phong, Quảng Đức, Quảng Định, Quảng Nhân, Quảng Ninh, Quảng Bình, Quảng Hợp, Quảng Văn, Quảng Long, Quảng Yên, Quảng Hòa, Quảng Lĩnh, Quảng Khê, Quảng Trung, Quảng Chính, Quảng Ngọc, Quảng Trường, Quảng Phúc, Quảng Vọng, Quảng Giao, Quảng Hải, Quảng Lưu, Quảng Lộc, Quảng Lợi, Quảng Nham, Quảng Thạch, Quảng Thái và thị trấn Quảng Xương.

- Huyện Nông Cống[123]

1. Sáp nhập toàn bộ xã Minh Thọ; điều chỉnh 48,12 ha diện tích tự nhiên và 552 người (46,62 ha và 436 người của thôn Bái Đa; 1,5 ha và 116 người của thôn Thanh Ban) thuộc xã Vạn Hòa; 74,61 ha diện tích tự nhiên và 1.217 người (30,59 ha và 653 người của thôn Quyết Thanh 1; 10,97 ha và 279 người của thôn Thiện Sơn; 33,05 ha và 285 người của thôn Cộng Hòa) thuộc xã Vạn Thiện về thị trấn Nông Cống quản lý.
2. Huyện Nông Cống có 32 đơn vị hành chính trực thuộc, gồm 31 xã: Tân Phúc, Tân Thọ, Tân Khang, Trung Chính, Trung Thành, Trung Ý, Hoàng Giang, Hoàng Sơn, Tế Nông, Tế Tân, Tế Lợi, Tế Thắng, Minh Khôi, Minh Nghĩa, Vạn Thắng, Vạn Hòa, Vạn Thiện, Thăng Long, Thăng Thọ, Thăng Bình, Công Liêm, Công Chính, Công Bình, Tượng Văn, Tượng Lĩnh, Tượng Sơn, Trường Sơn, Trường Giang, Trường Trung, Trường Minh, Yên Mỹ và thị trấn Nông Cống.

- Huyện Đông Sơn[124]

1. Sáp nhập toàn bộ xã Đông Xuân; điều chỉnh 291,37 ha diện tích tự nhiên, 4.585 người (gồm toàn bộ 93,07 ha, 1.970 người của thôn Toàn Tân; 181,04 ha, 2.615 người của thôn Đại Đồng, 17,26 ha của thôn Triệu Xá 1) thuộc xã Đông Tiến; 31,05 ha diện tích tự nhiên, 50 người (24,84 ha, 15 người của thôn 6 và 6,21 ha, 35 người của thôn 7) thuộc xã Đông Anh về thị trấn Rừng Thông quản lý.
2. Huyện Đông Sơn có diện tích tự nhiên 8.240,6 ha, dân số 80.255 người, còn 15 đơn vị hành chính trực thuộc, gồm 14 xã: Đông Hoàng, Đông Ninh, Đông Khê, Đông Hòa, Đông Yên, Đông Minh, Đông Thanh, Đông Tiến, Đông Anh, Đông Thịnh, Đông Văn, Đông Phú, Đông Nam, Đông Quang và thị trấn Rừng Thông.

### Năm 2017: Nghị quyết số 368/NQ-UBTVQH14
- Nghị quyết số 368/NQ-UBTVQH14[125] ngày 19 tháng 4 năm 2017 của Ủy ban Thường vụ Quốc hội về việc thành lập các phường Quảng Cư, Quảng Châu, Quảng Thọ, Quảng Vinh thuộc thị xã Sầm Sơn và thành phố Sầm Sơn, tỉnh Thanh Hóa:
- Thị xã Sầm Sơn

1. Thành lập phường Quảng Cư trên cơ sở toàn bộ xã Quảng Cư.
2. Thành lập phường Quảng Châu trên cơ sở toàn bộ xã Quảng Châu.
3. Thành lập phường Quảng Thọ trên cơ sở toàn bộ xã Quảng Thọ.
4. Thành lập phường Quảng Vinh trên cơ sở toàn bộ xã Quảng Vinh.

- Thành phố Sầm Sơn

1. Thành lập thành phố Sầm Sơn thuộc tỉnh Thanh Hóa trên cơ sở toàn bộ 44,94 km² diện tích tự nhiên, 150.902 người và 11 đơn vị hành chính cấp xã của thị xã Sầm Sơn.
2. Sau khi thành lập 4 phường và thành phố Sầm Sơn:
  1. Thành phố Sầm Sơn có 44,94 km2 diện tích tự nhiên, 150.902 người và 11 đơn vị hành chính, gồm 08 phường: Bắc Sơn, Trung Sơn, Trường Sơn, Quảng Tiến, Quảng Cư, Quảng Châu, Quảng Thọ, Quảng Vinh và 03 xã: Quảng Minh, Quảng Hùng, Quảng Đại.
  2. Tỉnh Thanh Hóa có 27 đơn vị hành chính cấp huyện (2 thành phố, 1 thị xã và 24 huyện) và 635 đơn vị hành chính cấp xã (34 phường, 28 thị trấn và 573 xã).

### Năm 2019: Nghị quyết số 786/NQ-UBTVQH14
- Nghị quyết số 786/NQ-UBTVQH14[126] ngày 16 tháng 10 năm 2019 của Ủy ban Thường vụ Quốc hội về việc sắp xếp các đơn vị hành chính cấp xã thuộc tỉnh Thanh Hóa:
- Thành phố Thanh Hóa

1. Thành lập phường An Hưng trên cơ sở nhập toàn bộ phường An Hoạch và xã Đông Hưng.
2. Nhập toàn bộ xã Hoằng Lý vào phường Tào Xuyên.
3. Thành lập xã Long Anh trên cơ sở nhập toàn bộ xã Hoằng Long và xã Hoằng Anh.
4. Sau khi sắp xếp, thành phố Thanh Hóa có 34 đơn vị hành chính cấp xã, gồm 20 phường và 14 xã.

- Thị xã Bỉm Sơn

1. Nhập toàn bộ xã Hà Lan vào phường Đông Sơn.
2. Sau khi sắp xếp, thị xã Bỉm Sơn có 07 đơn vị hành chính cấp xã, gồm 06 phường và 01 xã.

- Huyện Nga Sơn

1. Thành lập xã Nga Phượng trên cơ sở nhập toàn bộ xã Nga Lĩnh và xã Nga Nhân.
2. Nhập toàn bộ xã Nga Mỹ và xã Nga Hưng vào thị trấn Nga Sơn.
3. Sau khi sắp xếp, huyện Nga Sơn có 24 đơn vị hành chính cấp xã, gồm 23 xã và 01 thị trấn.

- Huyện Hà Trung

1. Nhập toàn bộ xã Hà Phong vào thị trấn Hà Trung.
2. Thành lập xã Yến Sơn trên cơ sở nhập toàn bộ xã Hà Lâm và xã Hà Ninh.
3. Thành lập xã Lĩnh Toại trên cơ sở nhập toàn bộ xã Hà Toại và xã Hà Phú.
4. Thành lập xã Hoạt Giang trên cơ sở nhập toàn bộ xã Hà Thanh và xã Hà Vân.
5. Thành lập xã Yên Dương trên cơ sở nhập toàn bộ xã Hà Yên và xã Hà Dương.
6. Sau khi sắp xếp, huyện Hà Trung có 20 đơn vị hành chính cấp xã, gồm 19 xã và 01 thị trấn.

- Huyện Hậu Lộc

1. Nhập toàn bộ xã Châu Lộc vào xã Triệu Lộc.
2. Nhập toàn bộ xã Văn Lộc vào xã Thuần Lộc.
3. Nhập toàn bộ xã Thịnh Lộc và xã Lôc Tân vào thị trấn Hậu Lộc.
4. Sau khi sắp xếp, huyện Hậu Lộc có 23 đơn vị hành chính cấp xã, gồm 22 xã và 01 thị trấn.

- Huyện Hoằng Hóa

1. Nhập toàn bộ xã Hoằng Khanh vào xã Hoằng Xuân.
2. Nhập toàn bộ xã Hoằng Luơng vào xã Hoằng Sơn.
3. Nhập toàn bộ xã Hoằng Khê vào xã Hoằng Xuyên.
4. Nhập toàn bộ xã Hoằng Minh vào xã Hoằng Đức.
5. Nhập toàn bộ xã Hoằng Phúc và xã Hoằng Vinh vào thị trấn Bút Sơn.
6. Sau khi sắp xếp, huyện Hoằng Hóa có 37 đơn vị hành chính cấp xã, gồm 36 xã và 01 thị trấn.

- Huyện Quảng Xương

1. Nhập toàn bộ xã Quảng Vọng vào xã Quảng Phúc.
2. Thành lập xã Tiên Trang trên cơ sở nhập toàn bộ xã Quảng Lĩnh và xã Quảng Lợi.
3. Thành lập thị trấn Tân Phong trên cơ sở nhập toàn bộ xã Quảng Tân, xã Quảng Phong và thị trấn Quảng Xương.
4. Sau khi sắp xếp, huyện Quảng Xương có 26 đơn vị hành chính cấp xã, gồm 25 xã và 01 thị trấn.

- Huyện Nông Cống

1. Nhập toàn bộ xã Trung Ý vào xã Trung Chính.
2. Nhập toàn bộ xã Tế Tân vào xã Tế Nông.
3. Nhập toàn bộ xã Công Bình vào xã Yên Mỹ.
4. Sau khi sắp xếp, huyện Nông Cống có 29 đơn vị hành chính cấp xã, gồm 28 xã và 01 thị trấn.

- Huyện Tĩnh Gia

1. Nhập toàn bộ xã Triêu Dương và xã Hải Ninh.
2. Nhập toàn bộ xã Hùng Sơn vào xã Các Sơn.
3. Nhập toàn bộ xã Hải Hòa vào thị trấn Tĩnh Gia.
4. Sau khi sắp xếp, huyện Tĩnh Gia có 31 đơn vị hành chính cấp xã, gồm 30 xã và 01 thị trấn.

- Huyện Đông Sơn

1. Nhập toàn bộ xã Đông Anh vào xã Đông Khê.
2. Sau khi sắp xếp, huyện Đông Sơn có 14 đơn vị hành chính cấp xã, gồm 13 xã và 01 thị trấn.

- Huyện Thiệu Hóa

1. Thành lập xã Minh Tâm trên cơ sở nhập toàn bộ xã Thiệu Minh và xã Thiệu Tâm.
2. Thành lập xã Tân Châu trên cơ sở nhập toàn bộ xã Thiệu Tân và xã Thiệu Châu.
3. Thành lập thị trấn Thiệu Hóa trên cơ sở toàn bộ nhập thị trấn Vạn Hà và xã Thiệu Đô.
4. Sau khi sắp xếp, huyện Thiệu Hóa có 25 đơn vị hành chính cấp xã, gồm 24 xã và 01 thị trấn.

- Huyện Yên Định

1. Nhập toàn bộ xã Yên Giang vào xã Yên Phú.
2. Nhập toàn bộ xã Yên Bái vào xã Yên Trường.
3. Nhập toàn bộ xã Định Tường vào thị trấn Quán Lào.
4. Sau khi sắp xếp, huyện Yên Định có 26 đơn vị hành chính cấp xã, gồm 24 xã và 02 thị trấn.

- Huyện Vĩnh Lộc

1. Thành lập xã Ninh Khang trên cơ sở nhập toàn bộ xã Vĩnh Khang và Vĩnh Ninh.
2. Thành lập xã Minh Tân trên cơ sở nhập toàn bộ xã Vĩnh Minh và xã Vĩnh Tân.
3. Nhập toàn bộ xã Vĩnh Thành vào thị trấn Vĩnh Lộc.
4. Sau khi sắp xếp, huyện Vĩnh Lộc có 13 đơn vị hành chính cấp xã, gồm 12 xã và 01 thị trấn.

- Huyện Triệu Sơn

1. Nhập toàn bộ xã Minh Dân và xã Minh Châu vào thị trấn Triệu Sơn.
2. Thành lập thị trấn Nưa trên cơ sở toàn bộ xã Tân Ninh.
3. Sau khi sắp xếp, huyện Triệu Sơn có 34 đơn vị hành chính cấp xã, gồm 32 xã và 02 thị trấn.

- Huyện Thọ Xuân

1. Nhập toàn bộ xã Xuân Lam vào thị trấn Lam Sơn.
2. Thành lập xã Xuân Sinh trên cơ sở nhập toàn bộ xã Xuân Sơn và xã Xuân Quang.
3. Nhập toàn bộ xã Xuân Thắng vào thị trấn Sao Vàng.
4. Nhập toàn bộ xã Hạnh Phúc vào thị trấn Thọ Xuân
5. Thành lập xã Xuân Hồng trên cơ sở nhập toàn bộ xã Xuân Khanh, xã Thọ Nguyên và xã Xuân Thành.
6. Thành lập xã Trường Xuân trên cơ sở nhập toàn bộ xã Xuân Tân, xã Xuân Vinh và xã Thọ Trường.
7. Nhập toàn bộ xã Thọ Thắng vào xã Xuân Lập.
8. Thành lập xã Phú Xuân trên cơ sở nhập toàn bộ Xuân Yên và xã Phú Yên.
9. Thành lập xã Thuận Minh trên cơ sở nhập toàn bộ xã Thọ Minh và xã Xuân Châu.
10. Sau khi sắp xếp, huyện Thọ Xuân có 30 đơn vị hành chính cấp xã, gồm 27 xã và 03 thị trấn.

- Huyện Mường Lát

1. Nhập toàn bộ xã Tén Tằn vao thị trấn Mường Lát.
2. Sau khi sắp xếp, huyện Mường Lát có 08 đơn vị hành chính cấp xã, gồm 07 xã và 01 thị trấn.

- Huyện Quan Hóa

1. Nhập toàn bộ xã Xuân Phú vào xã Phú Nghiêm.
2. Thành lập thị trấn Hồi Xuân trên cơ sở nhập toàn bộ xã Hồi Xuân và thị trấn Quan Hóa.
3. Nhập toàn bộ xã Thanh Xuân vào xã Phú Xuân.
4. Sau khi sắp xếp, huyện Quan Hóa có 15 đơn vị hành chính cấp xã, gồm 14 xã và 01 thị trấn.

- Huyện Quan Sơn

1. Thành lập thị trấn Sơn Lư trên cơ sở nhập toàn bộ xã Sơn Lư và thị trấn Quan Sơn.
2. Sau khi sắp xếp, huyện Quan Sơn có 12 đơn vị hành chính cấp xã, gồm 11 xã và 01 thị trấn.

- Huyện Lang Chánh

1. Nhập toàn bộ xã Quang Hiến vào thị trấn Lang Chánh.
2. Sau khi sắp xếp, huyện Lang Chánh có 10 đơn vị hành chính cấp xã, gồm 09 xã và 01 thị trấn.

- Huyện Bá Thước

1. Nhập toàn bộ xã Tân Lập và xã Lâm Xa vào thị trấn Cành Nàng.
2. Sau khi sắp xếp, huyện Bá Thước có 21 đơn vị hành chính cấp xã, gồm 20 xã và 01 thị trấn.

- Huyện Ngọc Lặc

1. Nhập toàn bộ xã Ngọc Khê; điều chỉnh 0,86 km2 diện tích tự nhiên, 2.110 người của xã Thúy Sơn và điều chỉnh 1,74 km2 diện tích tự nhiên, 1.386 người của xã Quang Trung vào thị trấn Ngọc Lặc.
2. Sau khi sắp xếp, huyện Ngọc Lặc có 21 đơn vị hành chính cấp xã, gồm 20 xã và 01 thị trấn.

- Huyện Cẩm Thủy

1. Thành lập thị trấn Phong Sơn trên cơ sở nhập toàn bộ xã Cẩm Sơn, xã Cẩm Phong và thị trấn Cẩm Thủy.
2. Nhập toàn bộ xã Phúc Do; điều chỉnh 2,43 km2 diện tích tự nhiên, 994 người của xã Cẩm Vân vào xã Cẩm Tân.
3. Sau khi sắp xếp, huyện Cẩm Thủy có 17 đơn vị hành chính cấp xã, gồm 16 xã và 01 thị trấn.

- Huyện Thạch Thành

1. Nhập toàn bộ xã Thành Vân vào thị trấn Vân Du.
2. Nhập toàn bộ xã Thạch Tân vào xã Thạch Bình.
3. Nhập toàn bộ xã Thành Kim vào thị trấn Kim Tân.
4. Sau khi sắp xếp, huyện Thạch Thành có 25 đơn vị hành chính cấp xã, gồm 23 xã và 02 thị trấn.

- Huyện Như Thanh

1. Nhập toàn bộ xã Hải Vân vào thị trấn Bến Sung.
2. Nhập toàn bộ xã Phúc Đường vào xã Xuân Phúc.
3. Nhập toàn bộ xã Xuân Thọ vào xã Cán Khê.
4. Sau khi sắp xếp, huyện Như Thanh có 14 đơn vị hành chính cấp xã, gồm 13 xã và 01 thị trấn.

- Huyện Như Xuân

1. Nhập toàn bộ xã Yên Lễ vào thị trấn Yên Cát.
2. Nhập toàn bộ xã Xuân Quỳ vào xã Hóa Quỳ.
3. Sau khi sắp xếp, huyện Như Xuân có 16 đơn vị hành chính cấp xã, gồm 15 xã và 01 thị trấn.

- Huyện Thường Xuân

1. Nhập toàn bộ xã Xuân Cẩm vào thị trấn Thường Xuân.
2. Sau khi sắp xếp, huyện Thường Xuân có 16 đơn vị hành chính cấp xã, gồm 15 xã và 01 thị trấn.
3. Tỉnh Thanh Hóa có 27 đơn vị hành chính cấp huyện, gồm 24 huyện, 01 thị xã và 02 thành phố; 559 đơn vị hành chính cấp xã, gồm 496 xã, 34 phường và 29 thị trấn.

### Năm 2020: Nghị quyết số 933/NQ-UBTVQH14
- Nghị quyết số 933/NQ-UBTVQH14[127] ngày 22 tháng 4 năm 2020 của Ủy ban Thường vụ Quốc hội về việc thành lập thị xã Nghi Sơn và các phường thuộc thị xã Nghi Sơn, tỉnh Thanh Hóa:
- Huyện Tĩnh Gia, thị xã Nghi Sơn

1. Thành lập thị xã Nghi Sơn trên cơ sở toàn bộ huyện Tĩnh Gia, tỉnh Thanh Hóa.
2. Thành lập các phường thuộc thị xã Nghi Sơn:
  1. Thành lập phường Hải Châu trên cơ sở toàn bộ xã Hải Châu.
  2. Thành lập phường Hải An trên cơ sở toàn bộ xã Hải An.
  3. Thành lập phường Tân Dân trên cơ sở toàn bộ xã Tân Dân.
  4. Thành lập phường Hải Lĩnh trên cơ sở toàn bộ xã Hải Lĩnh.
  5. Thành lập phường Ninh Hải trên cơ sở toàn bộ xã Ninh Hải.
  6. Thành lập phường Bình Minh trên cơ sở toàn bộ xã Bình Minh.
  7. Thành lập phường Hải Thanh trên cơ sở toàn bộ xã Hải Thanh.
  8. Thành lập phường Xuân Lâm trên cơ sở toàn bộ xã Xuân Lâm
  9. Thành lập phường Trúc Lâm trên cơ sở toàn bộ xã Trúc Lâm.
  10. Thành lập phường Hải Bình trên cơ sở toàn bộ xã Hải Bình.
  11. Thành lập phường Hải Thượng trên cơ sở toàn bộ xã Hải Thượng.
  12. Thành lập phường Hải Hòa trên cơ sở toàn bộ thị trấn Tĩnh Gia.
  13. Thành lập phường Hải Ninh trên cơ sở toàn bộ xã Hải Ninh.
  14. Thành lập phường Nguyên Bình trên cơ sở toàn bộ xã Nguyên Bình.
  15. Thành lập phường Mai Lâm trên cơ sở toàn bộ xã Mai Lâm.
  16. Thành lập phường Tĩnh Hải trên cơ sở toàn bộ xã Tĩnh Hải.
3. Sau khi thành lập thị xã Nghi Sơn và các phường trực thuộc, thị xã Nghi Sơn có 31 đơn vị hành chính cấp xã, gồm 16 phường: Bình Minh, Hải An, Hải Bình, Hải Châu, Hải Hòa, Hải Lĩnh, Hải Ninh, Hải Thanh, Hải Thượng, Mai Lâm, Nguyên Bình, Ninh Hải, Tân Dân, Tĩnh Hải, Trúc Lâm, Xuân Lâm và 15 xã: Anh Sơn, Các Sơn, Định Hải, Hải Hà, Hải Nhân, Hải Yến, Nghi Sơn, Ngọc Lĩnh, Phú Lâm, Phú Sơn, Tân Trường, Thanh Sơn, Thanh Thủy, Trường Lâm, Tùng Lâm.
4. Tỉnh Thanh Hóa có 27 đơn vị hành chính cấp huyện, gồm 23 huyện, 02 thị xã và 02 thành phố; 559 đơn vị hành chính cấp xã, gồm 481 xã, 50 phường và 28 thị trấn.

### Năm 2020: Nghị quyết số 77/NQ-CP
- Nghị quyết số 77/NQ-CP[128] ngày 22 tháng 5 năm 2020 của Chính phủ về việc xác định địa giới hành chính giữa tỉnh Hòa Bình và tỉnh Thanh Hóa tại khu vực Vạn Mai do lịch sử để lại:
- Tỉnh Hòa Bình, tỉnh Thanh Hóa

1. Đường địa giới hành chính giữa tỉnh Hòa Bình và tỉnh Thanh Hóa tại khu vực Vạn Mai, giáp ranh giữa xã Mai Hịch, xã Vạn Mai, huyện Mai Châu, tỉnh Hòa Bình và xã Phú Thanh, huyện Quan Hóa, tỉnh Thanh Hóa nằm trên 03 mảnh bản đồ địa hình tỷ lệ 1:10.000 hệ tọa độ quốc gia VN-2000 có phiên hiệu F-48-78-D-d-2, F-48-79-C-c-1 và F-48-79-C-c-2 do Bộ Tài nguyên và Môi trường thành lập năm 2011, là đường địa giới hành chính cấp tỉnh được tô bo màu hồng, khởi đầu từ điểm địa giới tỉnh Hòa Bình và tỉnh Thanh Hóa đã thống nhất tại giao điểm giữa suối Quên với quốc lộ 15A, theo hướng Nam - Tây Nam, đi giữa suối Quên đến ngã ba giữa suối Quên và sông Mã, chuyển hướng Đông - Đông Nam đi giữa sông Mã đến ngã ba giữa sông Mã với suối Co Bông, chuyển hướng Đông Bắc đi giữa suối Co Bông rồi theo khe đến đỉnh núi Thám Pùng có độ cao 322,0 m, theo hướng Đông - Đông Nam đi thẳng đến đỉnh núi có độ cao 343,5 m, tiếp tục theo sống núi qua các đỉnh núi có độ cao 365,7 m; 664,5 m; 506,8 m đến đỉnh núi có độ cao 788,0 m là điểm địa giới tỉnh Hòa Bình và tỉnh Thanh Hóa đã thống nhất.

### Năm 2020: Nghị quyết số 1108/NQ-UBTVQH14
- Nghị quyết 1108/NQ-UBTVQH14[129] ngày 9 tháng 12 năm 2020 của Ủy ban Thường vụ Quốc hội về việc thành lập các phường thuộc thành phố Thanh Hóa, tỉnh Thanh Hóa:
- Thành phố Thanh Hóa

1. Thành lập các phường thuộc thành phố Thanh Hóa:
  1. Thành lập phường Quảng Phú trên cơ sở toàn bộ xã Quảng Phú.
  2. Thành lập phường Quảng Thịnh trên cơ sở toàn bộ xã Quảng Thịnh.
  3. Thành lập phường Quảng Tâm trên cơ sở toàn bộ xã Quảng Tâm.
  4. Thành lập phường Quảng Cát trên cơ sở toàn bộ xã Quảng Cát.
  5. Thành lập phường Thiệu Khánh trên cơ sở toàn bộ xã Thiệu Khánh.
  6. Thành lập phường Thiệu Dương trên cơ sở toàn bộ xã Thiệu Dương.
  7. Thành lập phường Đông Tân trên cơ sở toàn bộ xã Đông Tân.
  8. Thành lập phường Đông Lĩnh trên cơ sở toàn bộ xã Đông Lĩnh.
  9. Thành lập phường Long Anh trên cơ sở toàn bộ xã Long Anh.
2. Sau khi thành lập các phường thuộc thành phố Thanh Hóa:
  1. Thành phố Thanh Hóa có 34 đơn vị hành chính cấp xã, gồm 30 phường: An Hưng, Ba Đình, Điện Biên, Đông Cương, Đông Hải, Đông Hương, Đông Lĩnh, Đông Sơn, Đông Tân, Đông Thọ, Đông Vệ, Hàm Rồng, Lam Sơn, Long Anh, Nam Ngạn, Ngọc Trạo, Phú Sơn, Quảng Cát, Quảng Đông, Quảng Hưng, Quảng Phú, Quảng Tâm, Quảng Thành, Quảng Thắng, Quảng Thịnh, Tào Xuyên, Tân Sơn, Thiệu Dương, Thiệu Khánh, Trường Thi và 04 xã: Đông Vinh, Hoằng Đại, Hoằng Quang, Thiệu Vân.
  2. Tỉnh Thanh Hóa có 27 đơn vị hành chính cấp huyện, gồm 23 huyện, 02 thị xã và 02 thành phố; 559 đơn vị hành chính cấp xã, gồm 471 xã, 60 phường và 28 thị trấn.

### Năm 2021: Nghị quyết số 1260/NQ-UBTVQH14
- Nghị quyết số 1260/NQ-UBTVQH14[130] ngày 27 tháng 4 năm 2021 của Ủy ban Thường vụ Quốc hội về việc thành lập thị trấn Quý Lộc và thị trấn Yên Lâm thuộc huyện Yên Định, tỉnh Thanh Hóa:
- Huyện Yên Định

1. Thành lập thị trấn Quý Lộc trên cơ sở toàn bộ xã Quý Lộc thuộc huyện Yên Định, tỉnh Thanh Hóa.
2. Thành lập thị trấn Yên Lâm trên cơ sở toàn bộ xã Yên Lâm thuộc huyện Yên Định, tỉnh Thanh Hóa.
3. Sau khi thành lập thị trấn Quý Lộc và thị trấn Yên Lâm:
  1. Huyện Yên Định có 26 đơn vị hành chính cấp xã, gồm 22 xã và 04 thị trấn.
  2. Tỉnh Thanh Hóa có 27 đơn vị hành chính cấp huyện, gồm 23 huyện, 02 thành phố và 02 thị xã; 559 đơn vị hành chính cấp xã, gồm 469 xã, 60 phường và 30 thị trấn.

### Năm 2023: Nghị quyết số 939/NQ-UBTVQH15
- Nghị quyết số 939/NQ-UBTVQH15[131] ngày 13 tháng 12 năm 2023 của Ủy ban Thường vụ Quốc hội về việc nhập xã Thiệu Phú vào thị trấn Thiệu Hóa và thành lập thị trấn Hậu Hiền thuộc huyện Thiệu Hóa, tỉnh Thanh Hóa:
- Huyện Thiệu Hóa

1. Nhập xã Thiệu Phú vào thị trấn Thiệu Hóa.
2. Thành lập thị trấn Hậu Hiền trên cơ sở toàn bộ xã Minh Tâm.
3. Sau khi nhập xã Thiệu Phú vào thị trấn Thiệu Hóa và thành lập thị trấn Hậu Hiền:
  1. Huyện Thiệu Hóa có 24 đơn vị hành chính cấp xã, gồm 22 xã và 02 thị trấn.
  2. Tỉnh Thanh Hóa có 27 đơn vị hành chính cấp huyện, gồm 23 huyện, 02 thị xã và 02 thành phố; 558 đơn vị hành chính cấp xã, gồm 467 xã, 60 phường và 31 thị trấn.

### Năm 2024: Nghị quyết số 1238/NQ-UBTVQH15
- Nghị quyết số 1238/NQ-UBTVQH15[132] ngày 24 tháng 10 năm 2024 của Ủy ban Thường vụ Quốc hội về việc sắp xếp các đơn vị hành chính cấp huyện, cấp xã của tỉnh Thanh Hóa giai đoạn 2023 - 2025:
- Huyện Đông Sơn, thành phố Thanh Hóa

1. Nhập toàn bộ huyện Đông Sơn vào thành phố Thanh Hóa.
2. Sau khi nhập, thành phố Thanh Hóa có diện tích tự nhiên là 228,22 km2 và quy mô dân số là 615.106 người.

- Thành phố Thanh Hóa

1. Thành lập phường Rừng Thông trên cơ sở toàn bộ thị trấn Rừng Thông.
2. Thành lập phường Đông Thịnh trên cơ sở toàn bộ xã Đông Thịnh.
3. Thành lập phường Hoằng Quang trên cơ sở toàn bộ xã Hoằng Quang.
4. Thành lập phường Hoằng Đại trên cơ sở toàn bộ xã Hoằng Đại.
5. Nhập toàn bộ phường Tân Sơn vào phường Phú Sơn.
6. Sau khi sắp xếp, thành phố Thanh Hóa có 47 đơn vị hành chính cấp xã, gồm 33 phường: : An Hưng, Ba Đình, Điện Biên, Đông Cương, Đông Hải, Đông Hương, Đông Lĩnh, Đông Sơn, Đông Tân, Đông Thịnh, Đông Thọ, Đông Vệ, Hàm Rồng, Hoằng Đại, Hoằng Quang, Lam Sơn, Long Anh, Nam Ngạn, Ngọc Trạo, Phú Sơn, Quảng Cát, Quảng Đông, Quảng Hưng, Quảng Phú, Quảng Tâm, Quảng Thành, Quảng Thắng, Quảng Thịnh, Tào Xuyên, Thiệu Dương, Thiệu Khánh, Trường Thi, Rừng Thông và 14 xã: Đông Hòa, Đông Hoàng, Đông Khê, Đông Minh, Đông Nam, Đông Ninh, Đông Phú, Đông Quang, Đông Thanh, Đông Tiến, Đông Văn, Đông Yên, Đông Vinh và Thiệu Vân.

- Thành phố Sầm Sơn

1. Thành lập xã Đại Hùng trên cơ sở nhập toàn bộ xã Quảng Đại và xã Quảng Hùng.
2. Sau khi sắp xếp, thành phố Sầm Sơn có 10 đơn vị hành chính cấp xã, gồm 08 phường và 02 xã.

- Thị xã Nghi Sơn

1. Điều chỉnh một phần diện tích tự nhiên là 1,73 km2 của phường Tĩnh Hải và một phần diện tích tự nhiên là 3,23 km2 của xã Hải Yến để nhập vào phường Mai Lâm.
2. Điều chỉnh một phần diện tích tự nhiên là 0,45 km2, quy mô dân số là 795 người của xã Hải Yến để nhập vào phường Tĩnh Hải.
3. Nhập toàn bộ diện tích tự nhiên là 3,12 km2 sau khi điều chỉnh, quy mô dân số là 55 người của xã Hải Yến vào phường Hải Thượng.
4. Nhập toàn bộ quy mô dân số là 4.471 người của xã Hải Yến sau khi điều chỉnh vào phường Nguyên Bình.
5. Sau khi sắp xếp, thị xã Nghi Sơn có 30 đơn vị hành chính cấp xã, gồm 16 phường và 14 xã.

- Huyện Hậu Lộc

1. Nhập toàn bộ xã Phong Lộc vào xã Tuy Lộc.
2. Sau khi sắp xếp, huyện Hậu Lộc có 22 đơn vị hành chính cấp xã, gồm 21 xã và 01 thị trấn.

- Huyện Nga Sơn

1. Thành lập xã Nga Hiệp trên cơ sở nhập toàn bộ xã Nga Bạch và xã Nga Trung.
2. Sau khi sắp xếp, huyện Nga Sơn có 23 đơn vị hành chính cấp xã, gồm 22 xã và 01 thị trấn.

- Huyện Hoằng Hóa

1. Nhập toàn bộ xã Hoằng Phượng vào xã Hoằng Giang.
2. Sau khi sắp xếp, huyện Hoằng Hóa có 36 đơn vị hành chính cấp xã, gồm 35 xã và 01 thị trấn.

- Huyện Hà Trung

1. Thành lập xã Thái Lai trên cơ sở nhập toàn bộ xã Hà Thái và xã Hà Lai.
2. Thành lập thị trấn Hà Long trên cơ sở toàn bộ xã Hà Long.
3. Thành lập thị trấn Hà Lĩnh trên cơ sở toàn bộ xã Hà Lĩnh.
4. Sau khi sắp xếp, huyện Hà Trung có 19 đơn vị hành chính cấp xã, gồm 16 xã và 03 thị trấn.

- Huyện Thạch Thành

1. Nhập toàn bộ xã Thạch Đồng vào xã Thạch Long.
2. Sau khi sắp xếp, huyện Thạch Thành có 24 đơn vị hành chính cấp xã, gồm 22 xã và 02 thị trấn.

- Huyện Triệu Sơn

1. Nhập toàn bộ xã Xuân Thịnh vào xã Xuân Lộc.
2. Nhập toàn bộ xã Thọ Vực vào xã Thọ Phú.
3. Sau khi sắp xếp, huyện Triệu Sơn có 32 đơn vị hành chính cấp xã, gồm 30 xã và 02 thị trấn.

- Huyện Yên Định

1. Nhập toàn bộ xã Yên Lạc vào xã Yên Ninh.
2. Sau khi sắp xếp, huyện Yên Định có 25 đơn vị hành chính cấp xã, gồm 21 xã và 04 thị trấn.
3. Tỉnh Thanh Hóa có 26 đơn vị hành chính cấp huyện, gồm 22 huyện, 02 thị xã và 02 thành phố; 547 đơn vị hành chính cấp xã, gồm 452 xã, 63 phường và 32 thị trấn.

| Đơn vị hành chính của tỉnh Thanh Hóa (tính đến ngày 16 tháng 6 năm 2025) | Đơn vị hành chính của tỉnh Thanh Hóa (tính đến ngày 16 tháng 6 năm 2025) | Đơn vị hành chính của tỉnh Thanh Hóa (tính đến ngày 16 tháng 6 năm 2025) |
| Số thứ tự                                                                | Đơn vị hành chính cấp huyện                                              | Đơn vị hành chính cấp xã |
| ------------------------------------------------------------------------ | ------------------------------------------------------------------------ | --- |
| 1                                                                        | Thành phố Thanh Hóa                                                      | 33 phường: An Hưng, Ba Đình, Điện Biên, Đông Cương, Đông Hải, Đông Hương, Đông Lĩnh, Đông Sơn, Đông Tân, Đông Thịnh, Đông Thọ, Đông Vệ, Hàm Rồng, Hoằng Đại, Hoằng Quang, Lam Sơn, Long Anh, Nam Ngạn, Ngọc Trạo, Phú Sơn, Quảng Cát, Quảng Đông, Quảng Hưng, Quảng Phú, Quảng Tâm, Quảng Thành, Quảng Thắng, Quảng Thịnh, Rừng Thông, Tào Xuyên, Thiệu Dương, Thiệu Khánh, Trường Thi và 14 xã: Đông Hòa, Đông Hoàng, Đông Khê, Đông Minh, Đông Nam, Đông Ninh, Đông Phú, Đông Quang, Đông Thanh, Đông Tiến, Đông Văn, Đông Vinh, Đông Yên, Thiệu Vân. |
| 2                                                                        | Thành phố Sầm Sơn                                                        | 8 phường: Bắc Sơn, Quảng Châu, Quảng Cư, Quảng Thọ, Quảng Tiến, Quảng Vinh, Trung Sơn, Trường Sơn và 2 xã: Đại Hùng, Quảng Minh |
| 3                                                                        | Thị xã Bỉm Sơn                                                           | 6 phường: Ba Đình, Bắc Sơn, Đông Sơn, Lam Sơn, Ngọc Trạo, Phú Sơn và xã Quang Trung |
| 4                                                                        | Thị xã Nghi Sơn                                                          | 16 phường: Bình Minh, Hải An, Hải Bình, Hải Châu, Hải Hòa, Hải Lĩnh, Hải Ninh, Hải Thanh, Hải Thượng, Mai Lâm, Nguyên Bình, Ninh Hải, Tân Dân, Tĩnh Hải, Trúc Lâm, Xuân Lâm và 14 xã: Anh Sơn, Các Sơn, Định Hải, Hải Hà, Hải Nhân, Nghi Sơn, Ngọc Lĩnh, Phú Lâm, Phú Sơn, Tân Trường, Thanh Sơn, Thanh Thủy, Trường Lâm, Tùng Lâm |
| 5                                                                        | Huyện Bá Thước                                                           | Thị trấn Cành Nàng và 20 xã: Ái Thượng, Ban Công, Cổ Lũng, Điền Hạ, Điền Lư, Điền Quang, Điền Thượng, Điền Trung, Hạ Trung, Kỳ Tân, Lũng Cao, Lũng Niêm, Lương Ngoại, Lương Nội, Lương Trung, Thành Lâm, Thành Sơn, Thiết Kế, Thiết Ống, Văn Nho |
| 6                                                                        | Huyện Cẩm Thủy                                                           | Thị trấn Phong Sơn và 16 xã: Cẩm Bình, Cẩm Châu, Cẩm Giang, Cẩm Liên, Cẩm Long, Cẩm Lương, Cẩm Ngọc, Cẩm Phú, Cẩm Quý, Cẩm Tâm, Cẩm Tân, Cẩm Thành, Cẩm Thạch, Cẩm Tú, Cẩm Vân, Cẩm Yên |
| 7                                                                        | Huyện Hà Trung                                                           | 3 thị trấn: Hà Lĩnh, Hà Long, Hà Trung và 16 xã: Hà Bắc, Hà Bình, Hà Châu, Hà Đông, Hà Giang, Hà Hải, Hà Ngọc, Hà Sơn, Hà Tân, Hà Tiến, Hà Vinh, Hoạt Giang, Lĩnh Toại, Thái Lai, Yên Dương, Yến Sơn |
| 8                                                                        | Huyện Hậu Lộc                                                            | Thị trấn Hậu Lộc và 21 xã: Cầu Lộc, Đa Lộc, Đại Lộc, Đồng Lộc, Hải Lộc, Hoa Lộc, Hòa Lộc, Hưng Lộc, Liên Lộc, Lộc Sơn, Minh Lộc, Mỹ Lộc, Ngư Lộc, Phú Lộc, Quang Lộc, Thành Lộc, Thuần Lộc, Tiến Lộc, Triệu Lộc, Tuy Lộc, Xuân Lộc |
| 9                                                                        | Huyện Hoằng Hóa                                                          | Thị trấn Bút Sơn và 35 xã: Hoằng Cát, Hoằng Châu, Hoằng Đạo, Hoằng Đạt, Hoằng Đông, Hoằng Đồng, Hoằng Đức, Hoằng Giang, Hoằng Hà, Hoằng Hải, Hoằng Hợp, Hoằng Kim, Hoằng Lộc, Hoằng Lưu, Hoằng Ngọc, Hoằng Phong, Hoằng Phú, Hoằng Phụ, Hoằng Quý, Hoằng Quỳ, Hoằng Sơn, Hoằng Tân, Hoằng Thanh, Hoằng Thái, Hoằng Thành, Hoằng Thắng, Hoằng Thịnh, Hoằng Tiến, Hoằng Trạch, Hoằng Trinh, Hoằng Trung, Hoằng Trường, Hoằng Xuân, Hoằng Xuyên, Hoằng Yến                                                                                                 |
| 10                                                                       | Huyện Lang Chánh                                                         | Thị trấn Lang Chánh và 9 xã: Đồng Lương, Giao An, Giao Thiện, Lâm Phú, Tam Văn, Tân Phúc, Trí Nang, Yên Khương, Yên Thắng |
| 11                                                                       | Huyện Mường Lát                                                          | Thị trấn Mường Lát và 7 xã: Mường Chanh, Mường Lý, Nhi Sơn, Pù Nhi, Quang Chiểu, Tam Chung, Trung Lý |
| 12                                                                       | Huyện Nga Sơn                                                            | Thị trấn Nga Sơn và 22 xã: Ba Đình, Nga An, Nga Điền, Nga Giáp, Nga Hải, Nga Hiệp, Nga Liên, Nga Phú, Nga Phượng, Nga Tân, Nga Thanh, Nga Thái, Nga Thành, Nga Thạch, Nga Thắng, Nga Thiện, Nga Thủy, Nga Tiến, Nga Trường, Nga Văn, Nga Vịnh, Nga Yên |
| 13                                                                       | Huyện Ngọc Lặc                                                           | Thị trấn Ngọc Lặc và 20 xã: Cao Ngọc, Cao Thịnh, Đồng Thịnh, Kiên Thọ, Lam Sơn, Lộc Thịnh, Minh Sơn, Minh Tiến, Mỹ Tân, Ngọc Liên, Ngọc Sơn, Ngọc Trung, Nguyệt Ấn, Phúc Thịnh, Phùng Giáo, Phùng Minh, Quang Trung, Thạch Lập, Thúy Sơn, Vân Am |
| 14                                                                       | Huyện Như Thanh                                                          | Thị trấn Bến Sung và 13 xã: Cán Khê, Hải Long, Mậu Lâm, Phú Nhuận, Phượng Nghi, Thanh Kỳ, Thanh Tân, Xuân Du, Xuân Khang, Xuân Phúc, Xuân Thái, Yên Lạc, Yên Thọ |
| 15                                                                       | Huyện Như Xuân                                                           | Thị trấn Yên Cát và 15 xã: Bãi Trành, Bình Lương, Cát Tân, Cát Vân, Hóa Quỳ, Tân Bình, Thanh Hòa, Thanh Lâm, Thanh Phong, Thanh Quân, Thanh Sơn, Thanh Xuân, Thượng Ninh, Xuân Bình, Xuân Hòa |
| 16                                                                       | Huyện Nông Cống                                                          | Thị trấn Nông Cống và 28 xã: Công Chính, Công Liêm, Hoàng Giang, Hoàng Sơn, Minh Khôi, Minh Nghĩa, Tân Khang, Tân Phúc, Tân Thọ, Tế Lợi, Tế Nông, Tế Thắng, Thăng Bình, Thăng Long, Thăng Thọ, Trung Chính, Trung Thành, Trường Giang, Trường Minh, Trường Sơn, Trường Trung, Tượng Lĩnh, Tượng Sơn, Tượng Văn, Vạn Hòa, Vạn Thắng, Vạn Thiện, Yên Mỹ |
| 17                                                                       | Huyện Quan Hóa                                                           | Thị trấn Hồi Xuân và 14 xã: Hiền Chung, Hiền Kiệt, Nam Động, Nam Tiến, Nam Xuân, Phú Lệ, Phú Nghiêm, Phú Sơn, Phú Thanh, Phú Xuân, Thành Sơn, Thiên Phủ, Trung Sơn, Trung Thành |
| 18                                                                       | Huyện Quan Sơn                                                           | Thị trấn Sơn Lư và 11 xã: Mường Mìn, Na Mèo, Sơn Điện, Sơn Hà, Sơn Thủy, Tam Lư, Tam Thanh, Trung Hạ, Trung Thượng, Trung Tiến, Trung Xuân |
| 19                                                                       | Huyện Quảng Xương                                                        | Thị trấn Tân Phong và 25 xã: Quảng Bình, Quảng Chính, Quảng Định, Quảng Đức, Quảng Giao, Quảng Hải, Quảng Hòa, Quảng Hợp, Quảng Khê, Quảng Long, Quảng Lộc, Quảng Lưu, Quảng Ngọc, Quảng Nham, Quảng Ninh, Quảng Nhân, Quảng Phúc, Quảng Thái, Quảng Thạch, Quảng Trạch, Quảng Trung, Quảng Trường, Quảng Văn, Quảng Yên, Tiên Trang |
| 20                                                                       | Huyện Thạch Thành                                                        | 2 thị trấn: Kim Tân, Vân Du và 22 xã: Ngọc Trạo, Thành An, Thành Công, Thành Hưng, Thành Long, Thành Minh, Thành Mỹ, Thành Tâm, Thành Tân, Thành Thọ, Thành Tiến, Thành Trực, Thành Vinh, Thành Yên, Thạch Bình, Thạch Cẩm, Thạch Định, Thạch Lâm, Thạch Long, Thạch Quảng, Thạch Sơn, Thạch Tượng |
| 21                                                                       | Huyện Thiệu Hóa                                                          | 2 thị trấn: Hậu Hiền, Thiệu Hóa và 22 xã: Tân Châu, Thiệu Chính, Thiệu Công, Thiệu Duy, Thiệu Giang, Thiệu Giao, Thiệu Hòa, Thiệu Hợp, Thiệu Long, Thiệu Lý, Thiệu Ngọc, Thiệu Nguyên, Thiệu Phúc, Thiệu Quang, Thiệu Thành, Thiệu Thịnh, Thiệu Tiến, Thiệu Toán, Thiệu Trung, Thiệu Vận, Thiệu Viên, Thiệu Vũ |
| 22                                                                       | Huyện Thọ Xuân                                                           | 3 thị trấn: Lam Sơn, Sao Vàng, Thọ Xuân và 27 xã: Bắc Lương, Nam Giang, Phú Xuân, Quảng Phú, Tây Hồ, Thọ Diên, Thọ Hải, Thọ Lâm, Thọ Lập, Thọ Lộc, Thọ Xương, Thuận Minh, Trường Xuân, Xuân Bái, Xuân Giang, Xuân Hòa, Xuân Hồng, Xuân Hưng, Xuân Lai, Xuân Lập, Xuân Minh, Xuân Phong, Xuân Phú, Xuân Sinh, Xuân Thiên, Xuân Tín, Xuân Trường |
| 23                                                                       | Huyện Thường Xuân                                                        | Thị trấn Thường Xuân và 15 xã: Bát Mọt, Luận Khê, Luận Thành, Lương Sơn, Ngọc Phụng, Tân Thành, Thọ Thanh, Vạn Xuân, Xuân Cao, Xuân Chinh, Xuân Dương, Xuân Lẹ, Xuân Lộc, Xuân Thắng, Yên Nhân |
| 24                                                                       | Huyện Triệu Sơn                                                          | 2 thị trấn: Nưa, Triệu Sơn và 30 xã: An Nông, Bình Sơn, Dân Lực, Dân Lý, Dân Quyền, Đồng Lợi, Đồng Thắng, Đồng Tiến, Hợp Lý, Hợp Thành, Hợp Thắng, Hợp Tiến, Khuyến Nông, Minh Sơn, Nông Trường, Thái Hòa, Thọ Bình, Thọ Cường, Thọ Dân, Thọ Ngọc, Thọ Phú, Thọ Sơn, Thọ Tân, Thọ Thế, Thọ Tiến, Tiến Nông, Triệu Thành, Vân Sơn, Xuân Lộc, Xuân Thọ |
| 25                                                                       | Huyện Vĩnh Lộc                                                           | Thị trấn Vĩnh Lộc và 12 xã: Minh Tân, Ninh Khang, Vĩnh An, Vĩnh Hòa, Vĩnh Hùng, Vĩnh Hưng, Vĩnh Long, Vĩnh Phúc, Vĩnh Quang, Vĩnh Thịnh, Vĩnh Tiến, Vĩnh Yên |
| 26                                                                       | Huyện Yên Định                                                           | 4 thị trấn: Quán Lào, Quý Lộc, Thống Nhất, Yên Lâm và 21 xã: Định Bình, Định Công, Định Hải, Định Hòa, Định Hưng, Định Liên, Định Long, Định Tăng, Định Tân, Định Thành, Định Tiến, Yên Hùng, Yên Ninh, Yên Phong, Yên Phú, Yên Tâm, Yên Thái, Yên Thịnh, Yên Thọ, Yên Trung, Yên Trường |
| Tổng cộng                                                                | 26 đơn vị hành chính cấp huyện, gồm 22 huyện, 02 thị xã và 02 thành phố  | 547 đơn vị hành chính cấp xã, gồm 452 xã, 63 phường và 32 thị trấn |

## Giai đoạn 2025 - nay

### Năm 2025: Nghị quyết số 203/2025/QH15
- Nghị quyết số 203/2025/QH15[133] ngày 16 tháng 6 năm 2025 của Quốc hội về việc sửa đổi, bổ sung một số điều của Hiến pháp nước Cộng hòa Xã hội chủ nghĩa Việt Nam.

1. Kết thúc hoạt động của các đơn vị hành chính cấp huyện trong cả nước từ ngày 01 tháng 7 năm 2025.

### Năm 2025: Nghị quyết số 1686/NQ-UBTVQH15
- Nghị quyết số 1686/NQ-UBTVQH15[134] ngày 16 tháng 6 năm 2025 của Ủy ban Thường vụ Quốc hội về việc sắp xếp các đơn vị hành chính cấp xã của tỉnh Thanh Hóa năm 2025:
- Tỉnh Thanh Hóa

1. Sắp xếp toàn bộ diện tích tự nhiên, quy mô dân số của xã Anh Sơn và xã Các Sơn thành xã mới có tên gọi là xã Các Sơn.
2. Sắp xếp toàn bộ diện tích tự nhiên, quy mô dân số của xã Tân Trường và xã Trường Lâm thành xã mới có tên gọi là xã Trường Lâm.
3. Sắp xếp toàn bộ diện tích tự nhiên, quy mô dân số của các xã Hà Đông, Hà Ngọc, Yến Sơn và một phần diện tích tự nhiên, quy mô dân số của thị trấn Hà Trung, xã Hà Bình thành xã mới có tên gọi là xã Hà Trung.
4. Sắp xếp toàn bộ diện tích tự nhiên, quy mô dân số của thị trấn Hà Lĩnh và các xã Hà Tiến, Hà Tân, Hà Sơn thành xã mới có tên gọi là xã Tống Sơn.
5. Sắp xếp toàn bộ diện tích tự nhiên, quy mô dân số của thị trấn Hà Long, xã Hà Bắc và xã Hà Giang thành xã mới có tên gọi là xã Hà Long.
6. Sắp xếp toàn bộ diện tích tự nhiên, quy mô dân số của xã Yên Dương, xã Hoạt Giang và phần còn lại của thị trấn Hà Trung, xã Hà Bình sau khi sắp xếp thành xã mới có tên gọi là xã Hoạt Giang.
7. Sắp xếp toàn bộ diện tích tự nhiên, quy mô dân số của các xã Hà Hải, Hà Châu, Thái Lai và Lĩnh Toại thành xã mới có tên gọi là xã Lĩnh Toại.
8. Sắp xếp toàn bộ diện tích tự nhiên, quy mô dân số của các xã Đại Lộc, Tiến Lộc và Triệu Lộc thành xã mới có tên gọi là xã Triệu Lộc.
9. Sắp xếp toàn bộ diện tích tự nhiên, quy mô dân số của các xã Đồng Lộc, Thành Lộc, Cầu Lộc và Tuy Lộc thành xã mới có tên gọi là xã Đông Thành.
10. Sắp xếp toàn bộ diện tích tự nhiên, quy mô dân số của thị trấn Hậu Lộc và các xã Thuần Lộc, Mỹ Lộc, Lộc Sơn thành xã mới có tên gọi là xã Hậu Lộc.
11. Sắp xếp toàn bộ diện tích tự nhiên, quy mô dân số của các xã Xuân Lộc (huyện Hậu Lộc), Liên Lộc, Quang Lộc, Phú Lộc, Hòa Lộc và Hoa Lộc thành xã mới có tên gọi là xã Hoa Lộc.
12. Sắp xếp toàn bộ diện tích tự nhiên, quy mô dân số của các xã Minh Lộc, Hải Lộc, Hưng Lộc, Ngư Lộc và Đa Lộc thành xã mới có tên gọi là xã Vạn Lộc.
13. Sắp xếp toàn bộ diện tích tự nhiên, quy mô dân số của thị trấn Nga Sơn và các xã Nga Yên, Nga Thanh, Nga Hiệp, Nga Thủy thành xã mới có tên gọi là xã Nga Sơn.
14. Sắp xếp toàn bộ diện tích tự nhiên, quy mô dân số của các xã Nga Văn, Nga Phượng, Nga Thạch và Nga Thắng thành xã mới có tên gọi là xã Nga Thắng.
15. Sắp xếp toàn bộ diện tích tự nhiên, quy mô dân số của các xã Nga Hải, Nga Thành, Nga Giáp và Nga Liên thành xã mới có tên gọi là xã Hồ Vương.
16. Sắp xếp toàn bộ diện tích tự nhiên, quy mô dân số của các xã Nga Tiến, Nga Tân và Nga Thái thành xã mới có tên gọi là xã Tân Tiến.
17. Sắp xếp toàn bộ diện tích tự nhiên, quy mô dân số của các xã Nga Điền, Nga Phú và Nga An thành xã mới có tên gọi là xã Nga An.
18. Sắp xếp toàn bộ diện tích tự nhiên, quy mô dân số của các xã Nga Vịnh, Nga Trường, Nga Thiện và Ba Đình thành xã mới có tên gọi là xã Ba Đình.
19. Sắp xếp toàn bộ diện tích tự nhiên, quy mô dân số của thị trấn Bút Sơn và các xã Hoằng Đức, Hoằng Đồng, Hoằng Đạo, Hoằng Hà, Hoằng Đạt thành xã mới có tên gọi là xã Hoằng Hóa.
20. Sắp xếp toàn bộ diện tích tự nhiên, quy mô dân số của các xã Hoằng Yến, Hoằng Hải, Hoằng Trường và Hoằng Tiến thành xã mới có tên gọi là xã Hoằng Tiến.
21. Sắp xếp toàn bộ diện tích tự nhiên, quy mô dân số của các xã Hoằng Đông, Hoằng Ngọc, Hoằng Phụ và Hoằng Thanh thành xã mới có tên gọi là xã Hoằng Thanh.
22. Sắp xếp toàn bộ diện tích tự nhiên, quy mô dân số của các xã Hoằng Thịnh, Hoằng Thái, Hoằng Thành, Hoằng Trạch, Hoằng Tân và Hoằng Lộc thành xã mới có tên gọi là xã Hoằng Lộc.
23. Sắp xếp toàn bộ diện tích tự nhiên, quy mô dân số của các xã Hoằng Thắng, Hoằng Phong, Hoằng Lưu và Hoằng Châu thành xã mới có tên gọi là xã Hoằng Châu.
24. Sắp xếp toàn bộ diện tích tự nhiên, quy mô dân số của các xã Hoằng Trinh, Hoằng Xuyên, Hoằng Cát và Hoằng Sơn thành xã mới có tên gọi là xã Hoằng Sơn.
25. Sắp xếp toàn bộ diện tích tự nhiên, quy mô dân số của các xã Hoằng Quý, Hoằng Kim, Hoằng Trung và Hoằng Phú thành xã mới có tên gọi là xã Hoằng Phú.
26. Sắp xếp toàn bộ diện tích tự nhiên, quy mô dân số của các xã Hoằng Xuân, Hoằng Quỳ, Hoằng Hợp và Hoằng Giang thành xã mới có tên gọi là xã Hoằng Giang.
27. Sắp xếp toàn bộ diện tích tự nhiên, quy mô dân số của thị trấn Tân Phong, xã Quảng Đức và xã Quảng Định thành xã mới có tên gọi là xã Lưu Vệ.
28. Sắp xếp toàn bộ diện tích tự nhiên, quy mô dân số của các xã Quảng Trạch, Quảng Hòa, Quảng Long và Quảng Yên thành xã mới có tên gọi là xã Quảng Yên.
29. Sắp xếp toàn bộ diện tích tự nhiên, quy mô dân số của các xã Quảng Hợp, Quảng Văn, Quảng Phúc và Quảng Ngọc thành xã mới có tên gọi là xã Quảng Ngọc.
30. Sắp xếp toàn bộ diện tích tự nhiên, quy mô dân số của các xã Quảng Nhân, Quảng Hải và Quảng Ninh thành xã mới có tên gọi là xã Quảng Ninh.
31. Sắp xếp toàn bộ diện tích tự nhiên, quy mô dân số của các xã Quảng Lưu, Quảng Lộc, Quảng Thái và Quảng Bình thành xã mới có tên gọi là xã Quảng Bình.
32. Sắp xếp toàn bộ diện tích tự nhiên, quy mô dân số của các xã Quảng Thạch, Quảng Nham và Tiên Trang thành xã mới có tên gọi là xã Tiên Trang.
33. Sắp xếp toàn bộ diện tích tự nhiên, quy mô dân số của các xã Quảng Trường, Quảng Khê, Quảng Trung và Quảng Chính thành xã mới có tên gọi là xã Quảng Chính.
34. Sắp xếp toàn bộ diện tích tự nhiên, quy mô dân số của thị trấn Nông Cống và các xã Vạn Thắng, Vạn Hòa, Vạn Thiện, Minh Nghĩa, Minh Khôi thành xã mới có tên gọi là xã Nông Cống.
35. Sắp xếp toàn bộ diện tích tự nhiên, quy mô dân số của các xã Trung Thành (huyện Nông Cống), Tế Nông, Tế Thắng và Tế Lợi thành xã mới có tên gọi là xã Thắng Lợi.
36. Sắp xếp toàn bộ diện tích tự nhiên, quy mô dân số của các xã Tân Phúc (huyện Nông Cống), Tân Thọ, Tân Khang, Hoàng Sơn, Hoàng Giang và Trung Chính thành xã mới có tên gọi là xã Trung Chính.
37. Sắp xếp toàn bộ diện tích tự nhiên, quy mô dân số của các xã Trường Minh, Trường Trung, Trường Sơn và Trường Giang thành xã mới có tên gọi là xã Trường Văn.
38. Sắp xếp toàn bộ diện tích tự nhiên, quy mô dân số của các xã Thăng Long, Thăng Thọ và Thăng Bình thành xã mới có tên gọi là xã Thăng Bình.
39. Sắp xếp toàn bộ diện tích tự nhiên, quy mô dân số của các xã Tượng Sơn, Tượng Văn và Tượng Lĩnh thành xã mới có tên gọi là xã Tượng Lĩnh.
40. Sắp xếp toàn bộ diện tích tự nhiên, quy mô dân số của các xã Công Liêm, Yên Mỹ, Công Chính và một phần diện tích tự nhiên, quy mô dân số của xã Thanh Tân thành xã mới có tên gọi là xã Công Chính.
41. Sắp xếp toàn bộ diện tích tự nhiên, quy mô dân số của các xã Thiệu Phúc, Thiệu Công, Thiệu Nguyên và một phần diện tích tự nhiên, quy mô dân số của thị trấn Thiệu Hóa, xã Thiệu Long thành xã mới có tên gọi là xã Thiệu Hóa.
42. Sắp xếp toàn bộ diện tích tự nhiên, quy mô dân số của các xã Thiệu Duy, Thiệu Hợp, Thiệu Thịnh, Thiệu Giang, Thiệu Quang và một phần diện tích tự nhiên của thị trấn Thiệu Hóa thành xã mới có tên gọi là xã Thiệu Quang.
43. Sắp xếp toàn bộ diện tích tự nhiên, quy mô dân số của các xã Thiệu Ngọc, Thiệu Vũ, Thiệu Thành và Thiệu Tiến thành xã mới có tên gọi là xã Thiệu Tiến.
44. Sắp xếp toàn bộ diện tích tự nhiên, quy mô dân số của thị trấn Hậu Hiền và các xã Thiệu Chính, Thiệu Hòa, Thiệu Toán thành xã mới có tên gọi là xã Thiệu Toán.
45. Sắp xếp toàn bộ diện tích tự nhiên, quy mô dân số của các xã Thiệu Vận, Thiệu Lý, Thiệu Viên, Thiệu Trung và phần còn lại của thị trấn Thiệu Hóa sau khi sắp xếp thành xã mới có tên gọi là xã Thiệu Trung.
46. Sắp xếp toàn bộ diện tích tự nhiên, quy mô dân của thị trấn Quán Lào và các xã Định Liên, Định Long, Định Tăng thành xã mới có tên gọi là xã Yên Định.
47. Sắp xếp toàn bộ diện tích tự nhiên, quy mô dân số của các xã Yên Trung, Yên Phong, Yên Thái và Yên Trường thành xã mới có tên gọi là xã Yên Trường.
48. Sắp xếp toàn bộ diện tích tự nhiên, quy mô dân số của thị trấn Thống Nhất, xã Yên Tâm và xã Yên Phú thành xã mới có tên gọi là xã Yên Phú.
49. Sắp xếp toàn bộ diện tích tự nhiên, quy mô dân số của xã Yên Thọ (huyện Yên Định), thị trấn Yên Lâm và thị trấn Quý Lộc thành xã mới có tên gọi là xã Quý Lộc.
50. Sắp xếp toàn bộ diện tích tự nhiên, quy mô dân số của các xã Yên Hùng, Yên Thịnh và Yên Ninh thành xã mới có tên gọi là xã Yên Ninh.
51. Sắp xếp toàn bộ diện tích tự nhiên, quy mô dân số của các xã Định Hải (huyện Yên Định), Định Hưng, Định Tiến và Định Tân thành xã mới có tên gọi là xã Định Tân.
52. Sắp xếp toàn bộ diện tích tự nhiên, quy mô dân số của các xã Định Bình, Định Công, Định Thành, Định Hòa và phần còn lại của xã Thiệu Long sau khi sắp xếp theo quy định tại khoản 41 Điều này thành xã mới có tên gọi là xã Định Hòa.
53. Sắp xếp toàn bộ diện tích tự nhiên, quy mô dân số của thị trấn Thọ Xuân và các xã Xuân Hồng, Xuân Trường, Xuân Giang thành xã mới có tên gọi là xã Thọ Xuân.
54. Sắp xếp toàn bộ diện tích tự nhiên, quy mô dân số của các xã Thọ Lộc, Xuân Phong, Nam Giang, Bắc Lương và Tây Hồ thành xã mới có tên gọi là xã Thọ Long.
55. Sắp xếp toàn bộ diện tích tự nhiên, quy mô dân số của các xã Xuân Hòa (huyện Thọ Xuân), Thọ Hải, Thọ Diên và Xuân Hưng thành xã mới có tên gọi là xã Xuân Hòa.
56. Sắp xếp toàn bộ diện tích tự nhiên, quy mô dân số của thị trấn Sao Vàng và các xã Thọ Lâm, Xuân Phú, Xuân Sinh thành xã mới có tên gọi là xã Sao Vàng.
57. Sắp xếp toàn bộ diện tích tự nhiên, quy mô dân số của thị trấn Lam Sơn, xã Xuân Bái và xã Thọ Xương thành xã mới có tên gọi là xã Lam Sơn.
58. Sắp xếp toàn bộ diện tích tự nhiên, quy mô dân số của các xã Xuân Thiên, Thuận Minh và Thọ Lập thành xã mới có tên gọi là xã Thọ Lập.
59. Sắp xếp toàn bộ diện tích tự nhiên, quy mô dân số của các xã Phú Xuân (huyện Thọ Xuân), Quảng Phú và Xuân Tín thành xã mới có tên gọi là xã Xuân Tín.
60. Sắp xếp toàn bộ diện tích tự nhiên, quy mô dân số của các xã Xuân Minh, Xuân Lai, Trường Xuân và Xuân Lập thành xã mới có tên gọi là xã Xuân Lập.
61. Sắp xếp toàn bộ diện tích tự nhiên, quy mô dân số của thị trấn Vĩnh Lộc và các xã Ninh Khang, Vĩnh Phúc, Vĩnh Hưng, Vĩnh Hòa thành xã mới có tên gọi là xã Vĩnh Lộc.
62. Sắp xếp toàn bộ diện tích tự nhiên, quy mô dân số của các xã Vĩnh Quang, Vĩnh Yên, Vĩnh Tiến và Vĩnh Long thành xã mới có tên gọi là xã Tây Đô.
63. Sắp xếp toàn bộ diện tích tự nhiên, quy mô dân số của các xã Vĩnh Hùng, Minh Tân, Vĩnh Thịnh và Vĩnh An thành xã mới có tên gọi là xã Biện Thượng.
64. Sắp xếp toàn bộ diện tích tự nhiên, quy mô dân số của thị trấn Triệu Sơn và các xã Minh Sơn (huyện Triệu Sơn), Dân Lực, Dân Lý, Dân Quyền thành xã mới có tên gọi là xã Triệu Sơn.
65. Sắp xếp toàn bộ diện tích tự nhiên, quy mô dân số của các xã Thọ Sơn, Bình Sơn và Thọ Bình thành xã mới có tên gọi là xã Thọ Bình.
66. Sắp xếp toàn bộ diện tích tự nhiên, quy mô dân số của các xã Thọ Tiến, Xuân Thọ, Thọ Cường và Thọ Ngọc thành xã mới có tên gọi là xã Thọ Ngọc.
67. Sắp xếp toàn bộ diện tích tự nhiên, quy mô dân số của các xã Xuân Lộc (huyện Triệu Sơn), Thọ Dân, Thọ Thế, Thọ Tân và Thọ Phú thành xã mới có tên gọi là xã Thọ Phú.
68. Sắp xếp toàn bộ diện tích tự nhiên, quy mô dân số của các xã Hợp Lý, Hợp Thắng, Hợp Thành, Triệu Thành và Hợp Tiến thành xã mới có tên gọi là xã Hợp Tiến.
69. Sắp xếp toàn bộ diện tích tự nhiên, quy mô dân số của các xã Tiến Nông, Khuyến Nông, Nông Trường và An Nông thành xã mới có tên gọi là xã An Nông.
70. Sắp xếp toàn bộ diện tích tự nhiên, quy mô dân số của thị trấn Nưa, xã Thái Hòa và xã Vân Sơn thành xã mới có tên gọi là xã Tân Ninh.
71. Sắp xếp toàn bộ diện tích tự nhiên, quy mô dân số của các xã Đồng Lợi, Đồng Thắng và Đồng Tiến thành xã mới có tên gọi là xã Đồng Tiến.
72. Sắp xếp toàn bộ diện tích tự nhiên, quy mô dân số của thị trấn Hồi Xuân và xã Phú Nghiêm thành xã mới có tên gọi là xã Hồi Xuân.
73. Sắp xếp toàn bộ diện tích tự nhiên, quy mô dân số của xã Nam Tiến và xã Nam Xuân thành xã mới có tên gọi là xã Nam Xuân.
74. Sắp xếp toàn bộ diện tích tự nhiên, quy mô dân số của xã Nam Động và xã Thiên Phủ thành xã mới có tên gọi là xã Thiên Phủ.
75. Sắp xếp toàn bộ diện tích tự nhiên, quy mô dân số của xã Hiền Chung và xã Hiền Kiệt thành xã mới có tên gọi là xã Hiền Kiệt.
76. Sắp xếp toàn bộ diện tích tự nhiên, quy mô dân số của các xã Phú Sơn (huyện Quan Hóa), Phú Thanh và Phú Lệ thành xã mới có tên gọi là xã Phú Lệ.
77. Sắp xếp toàn bộ diện tích tự nhiên, quy mô dân số của xã Thành Sơn và xã Trung Thành (huyện Quan Hóa) thành xã mới có tên gọi là xã Trung Thành.
78. Sắp xếp toàn bộ diện tích tự nhiên, quy mô dân số của xã Sơn Hà, xã Tam Lư và một phần diện tích tự nhiên, quy mô dân số của thị trấn Sơn Lư thành xã mới có tên gọi là xã Tam Lư.
79. Sắp xếp toàn bộ diện tích tự nhiên, quy mô dân số của xã Trung Thượng và phần còn lại của thị trấn Sơn Lư sau khi sắp xếp thành xã mới có tên gọi là xã Quan Sơn.
80. Sắp xếp toàn bộ diện tích tự nhiên, quy mô dân số của các xã Trung Tiến, Trung Xuân và Trung Hạ thành xã mới có tên gọi là xã Trung Hạ.
81. Sắp xếp toàn bộ diện tích tự nhiên, quy mô dân số của thị trấn Lang Chánh và xã Trí Nang thành xã mới có tên gọi là xã Linh Sơn.
82. Sắp xếp toàn bộ diện tích tự nhiên, quy mô dân số của xã Tân Phúc (huyện Lang Chánh) và xã Đồng Lương thành xã mới có tên gọi là xã Đồng Lương.
83. Sắp xếp toàn bộ diện tích tự nhiên, quy mô dân số của xã Tam Văn và xã Lâm Phú thành xã mới có tên gọi là xã Văn Phú.
84. Sắp xếp toàn bộ diện tích tự nhiên, quy mô dân số của xã Giao Thiện và xã Giao An thành xã mới có tên gọi là xã Giao An.
85. Sắp xếp toàn bộ diện tích tự nhiên, quy mô dân số của thị trấn Cành Nàng, xã Ban Công và xã Hạ Trung thành xã mới có tên gọi là xã Bá Thước.
86. Sắp xếp toàn bộ diện tích tự nhiên, quy mô dân số của xã Thiết Kế và xã Thiết Ống thành xã mới có tên gọi là xã Thiết Ống.
87. Sắp xếp toàn bộ diện tích tự nhiên, quy mô dân số của xã Kỳ Tân và xã Văn Nho thành xã mới có tên gọi là xã Văn Nho.
88. Sắp xếp toàn bộ diện tích tự nhiên, quy mô dân số của các xã Điền Thượng, Điền Hạ và Điền Quang thành xã mới có tên gọi là xã Điền Quang.
89. Sắp xếp toàn bộ diện tích tự nhiên, quy mô dân số của các xã Ái Thượng, Điền Trung và Điền Lư thành xã mới có tên gọi là xã Điền Lư.
90. Sắp xếp toàn bộ diện tích tự nhiên, quy mô dân số của các xã Lương Nội, Lương Trung và Lương Ngoại thành xã mới có tên gọi là xã Quý Lương.
91. Sắp xếp toàn bộ diện tích tự nhiên, quy mô dân số của xã Lũng Cao và xã Cổ Lũng thành xã mới có tên gọi là xã Cổ Lũng.
92. Sắp xếp toàn bộ diện tích tự nhiên, quy mô dân số của các xã Thành Sơn (huyện Bá Thước), Lũng Niêm và Thành Lâm thành xã mới có tên gọi là xã Pù Luông.
93. Sắp xếp toàn bộ diện tích tự nhiên, quy mô dân số của thị trấn Ngọc Lặc, xã Mỹ Tân và xã Thúy Sơn thành xã mới có tên gọi là xã Ngọc Lặc.
94. Sắp xếp toàn bộ diện tích tự nhiên, quy mô dân số của các xã Quang Trung (huyện Ngọc Lặc), Đồng Thịnh và Thạch Lập thành xã mới có tên gọi là xã Thạch Lập.
95. Sắp xếp toàn bộ diện tích tự nhiên, quy mô dân số của các xã Lộc Thịnh, Cao Thịnh, Ngọc Sơn, Ngọc Trung và Ngọc Liên thành xã mới có tên gọi là xã Ngọc Liên.
96. Sắp xếp toàn bộ diện tích tự nhiên, quy mô dân số của các xã Minh Sơn (huyện Ngọc Lặc), Lam Sơn, Cao Ngọc và Minh Tiến thành xã mới có tên gọi là xã Minh Sơn.
97. Sắp xếp toàn bộ diện tích tự nhiên, quy mô dân số của các xã Phùng Giáo, Vân Am và Nguyệt Ấn thành xã mới có tên gọi là xã Nguyệt Ấn.
98. Sắp xếp toàn bộ diện tích tự nhiên, quy mô dân số của các xã Phúc Thịnh, Phùng Minh và Kiên Thọ thành xã mới có tên gọi là xã Kiên Thọ.
99. Sắp xếp toàn bộ diện tích tự nhiên, quy mô dân số của các xã Cẩm Thành, Cẩm Liên, Cẩm Bình và Cẩm Thạch thành xã mới có tên gọi là xã Cẩm Thạch.
100. Sắp xếp toàn bộ diện tích tự nhiên, quy mô dân số của thị trấn Phong Sơn và xã Cẩm Ngọc thành xã mới có tên gọi là xã Cẩm Thủy.
101. Sắp xếp toàn bộ diện tích tự nhiên, quy mô dân số của các xã Cẩm Quý, Cẩm Giang, Cẩm Lương và Cẩm Tú thành xã mới có tên gọi là xã Cẩm Tú.
102. Sắp xếp toàn bộ diện tích tự nhiên, quy mô dân số của các xã Cẩm Tâm, Cẩm Châu, Cẩm Yên và Cẩm Vân thành xã mới có tên gọi là xã Cẩm Vân.
103. Sắp xếp toàn bộ diện tích tự nhiên, quy mô dân số của các xã Cẩm Long, Cẩm Phú và Cẩm Tân thành xã mới có tên gọi là xã Cẩm Tân.
104. Sắp xếp toàn bộ diện tích tự nhiên, quy mô dân số của thị trấn Kim Tân và các xã Thành Hưng, Thành Thọ, Thạch Định, Thành Trực, Thành Tiến thành xã mới có tên gọi là xã Kim Tân.
105. Sắp xếp toàn bộ diện tích tự nhiên, quy mô dân số của thị trấn Vân Du, xã Thành Công và xã Thành Tân thành xã mới có tên gọi là xã Vân Du.
106. Sắp xếp toàn bộ diện tích tự nhiên, quy mô dân số của các xã Thành An, Thành Long, Thành Tâm và Ngọc Trạo thành xã mới có tên gọi là xã Ngọc Trạo.
107. Sắp xếp toàn bộ diện tích tự nhiên, quy mô dân số của các xã Thạch Sơn, Thạch Long, Thạch Cẩm và Thạch Bình thành xã mới có tên gọi là xã Thạch Bình.
108. Sắp xếp toàn bộ diện tích tự nhiên, quy mô dân số của các xã Thành Minh, Thành Mỹ, Thành Yên và Thành Vinh thành xã mới có tên gọi là xã Thành Vinh.
109. Sắp xếp toàn bộ diện tích tự nhiên, quy mô dân số của các xã Thạch Lâm, Thạch Tượng và Thạch Quảng thành xã mới có tên gọi là xã Thạch Quảng.
110. Sắp xếp toàn bộ diện tích tự nhiên, quy mô dân số của thị trấn Yên Cát và xã Tân Bình thành xã mới có tên gọi là xã Như Xuân.
111. Sắp xếp toàn bộ diện tích tự nhiên, quy mô dân số của các xã Cát Tân, Cát Vân và Thượng Ninh thành xã mới có tên gọi là xã Thượng Ninh.
112. Sắp xếp toàn bộ diện tích tự nhiên, quy mô dân số của các xã Xuân Hòa (huyện Như Xuân), Bãi Trành và Xuân Bình thành xã mới có tên gọi là xã Xuân Bình.
113. Sắp xếp toàn bộ diện tích tự nhiên, quy mô dân số của xã Bình Lương và xã Hóa Quỳ thành xã mới có tên gọi là xã Hóa Quỳ.
114. Sắp xếp toàn bộ diện tích tự nhiên, quy mô dân số của các xã Thanh Hòa, Thanh Lâm và Thanh Phong thành xã mới có tên gọi là xã Thanh Phong.
115. Sắp xếp toàn bộ diện tích tự nhiên, quy mô dân số của các xã Thanh Sơn (huyện Như Xuân), Thanh Xuân và Thanh Quân thành xã mới có tên gọi là xã Thanh Quân.
116. Sắp xếp toàn bộ diện tích tự nhiên, quy mô dân số của các xã Cán Khê, Phượng Nghi và Xuân Du thành xã mới có tên gọi là xã Xuân Du.
117. Sắp xếp toàn bộ diện tích tự nhiên, quy mô dân số của xã Phú Nhuận và xã Mậu Lâm thành xã mới có tên gọi là xã Mậu Lâm.
118. Sắp xếp toàn bộ diện tích tự nhiên, quy mô dân số của thị trấn Bến Sung, xã Xuân Khang, xã Hải Long và một phần diện tích tự nhiên, quy mô dân số của xã Yên Thọ (huyện Như Thanh) thành xã mới có tên gọi là xã Như Thanh.
119. Sắp xếp toàn bộ diện tích tự nhiên, quy mô dân số của xã Xuân Phúc, xã Yên Lạc và phần còn lại của xã Yên Thọ (huyện Như Thanh) sau khi sắp xếp theo quy định tại khoản 118 Điều này thành xã mới có tên gọi là xã Yên Thọ.
120. Sắp xếp toàn bộ diện tích tự nhiên, quy mô dân số của xã Thanh Kỳ và phần còn lại của xã Thanh Tân sau khi sắp xếp thành xã mới có tên gọi là xã Thanh Kỳ.
121. Sắp xếp toàn bộ diện tích tự nhiên, quy mô dân số của thị trấn Thường Xuân và các xã Thọ Thanh, Ngọc Phụng, Xuân Dương thành xã mới có tên gọi là xã Thường Xuân.
122. Sắp xếp toàn bộ diện tích tự nhiên, quy mô dân số của xã Xuân Cao, xã Luận Thành và một phần diện tích tự nhiên, quy mô dân số của xã Luận Khê thành xã mới có tên gọi là xã Luận Thành.
123. Sắp xếp toàn bộ diện tích tự nhiên, quy mô dân số của xã Tân Thành và phần còn lại của xã Luận Khê sau khi sắp xếp thành xã mới có tên gọi là xã Tân Thành.
124. Sắp xếp toàn bộ diện tích tự nhiên, quy mô dân số của xã Xuân Lộc (huyện Thường Xuân) và xã Xuân Thắng thành xã mới có tên gọi là xã Thắng Lộc.
125. Sắp xếp toàn bộ diện tích tự nhiên, quy mô dân số của xã Xuân Lẹ và xã Xuân Chinh thành xã mới có tên gọi là xã Xuân Chinh.
126. Sắp xếp toàn bộ diện tích tự nhiên, quy mô dân số của thị trấn Mường Lát thành xã mới có tên gọi là xã Mường Lát.
127. Sắp xếp toàn bộ diện tích tự nhiên, quy mô dân số của các phường Phú Sơn, Lam Sơn, Ba Đình, Ngọc Trạo và Đông Sơn (thành phố Thanh Hóa), Trường Thi, Điện Biên, Đông Hương, Đông Hải, Đông Vệ, một phần diện tích tự nhiên, quy mô dân số của phường Đông Thọ, phường An Hưng thành phường mới có tên gọi là phường Hạc Thành.
128. Sắp xếp toàn bộ diện tích tự nhiên, quy mô dân số của các phường Quảng Hưng, Quảng Tâm, Quảng Thành, Quảng Đông, Quảng Thịnh, Quảng Cát và Quảng Phú thành phường mới có tên gọi là phường Quảng Phú.
129. Sắp xếp toàn bộ diện tích tự nhiên, quy mô dân số của phường Quảng Thắng, các xã Đông Vinh, Đông Quang, Đông Yên, Đông Văn, Đông Phú, Đông Nam và phần còn lại của phường An Hưng sau khi sắp xếp thành phường mới có tên gọi là phường Đông Quang.
130. Sắp xếp toàn bộ diện tích tự nhiên, quy mô dân số của các phường Rừng Thông, Đông Thịnh, Đông Tân và các xã Đông Hòa, Đông Minh, Đông Hoàng, Đông Khê, Đông Ninh thành phường mới có tên gọi là phường Đông Sơn.
131. Sắp xếp toàn bộ diện tích tự nhiên, quy mô dân số của phường Đông Lĩnh, phường Thiệu Khánh và các xã Đông Thanh, Thiệu Vân, Tân Châu, Thiệu Giao, Đông Tiến thành phường mới có tên gọi là phường Đông Tiến.
132. Sắp xếp toàn bộ diện tích tự nhiên, quy mô dân số của các phường Thiệu Dương, Đông Cương, Nam Ngạn, Hàm Rồng và phần còn lại của phường Đông Thọ sau khi sắp xếp thành phường mới có tên gọi là phường Hàm Rồng.
133. Sắp xếp toàn bộ diện tích tự nhiên, quy mô dân số của các phường Tào Xuyên, Long Anh, Hoằng Quang và Hoằng Đại thành phường mới có tên gọi là phường Nguyệt Viên.
134. Sắp xếp toàn bộ diện tích tự nhiên, quy mô dân số của các phường Bắc Sơn (thành phố Sầm Sơn), Quảng Tiến, Quảng Cư, Trung Sơn, Trường Sơn, Quảng Châu và Quảng Thọ thành phường mới có tên gọi là phường Sầm Sơn.
135. Sắp xếp toàn bộ diện tích tự nhiên, quy mô dân số của phường Quảng Vinh và các xã Quảng Minh, Đại Hùng, Quảng Giao thành phường mới có tên gọi là phường Nam Sầm Sơn.
136. Sắp xếp toàn bộ diện tích tự nhiên, quy mô dân số của các phường Đông Sơn, Lam Sơn và Ba Đình (thị xã Bỉm Sơn), xã Hà Vinh thành phường mới có tên gọi là phường Bỉm Sơn.
137. Sắp xếp toàn bộ diện tích tự nhiên, quy mô dân số của các phường Bắc Sơn, Ngọc Trạo, Phú Sơn và xã Quang Trung (thị xã Bỉm Sơn) thành phường mới có tên gọi là phường Quang Trung.
138. Sắp xếp toàn bộ diện tích tự nhiên, quy mô dân số của xã Thanh Sơn (thị xã Nghi Sơn), xã Thanh Thủy, phường Hải Châu và phường Hải Ninh thành phường mới có tên gọi là phường Ngọc Sơn.
139. Sắp xếp toàn bộ diện tích tự nhiên, quy mô dân số của phường Hải An, phường Tân Dân và xã Ngọc Lĩnh thành phường mới có tên gọi là phường Tân Dân.
140. Sắp xếp toàn bộ diện tích tự nhiên, quy mô dân số của xã Định Hải (thị xã Nghi Sơn), phường Ninh Hải và phường Hải Lĩnh thành phường mới có tên gọi là phường Hải Lĩnh.
141. Sắp xếp toàn bộ diện tích tự nhiên, quy mô dân số của các phường Hải Hòa, Bình Minh, Hải Thanh và xã Hải Nhân thành phường mới có tên gọi là phường Tĩnh Gia.
142. Sắp xếp toàn bộ diện tích tự nhiên, quy mô dân số của phường Nguyên Bình và phường Xuân Lâm thành phường mới có tên gọi là phường Đào Duy Từ.
143. Sắp xếp toàn bộ diện tích tự nhiên, quy mô dân số của các phường Mai Lâm, Tĩnh Hải và Hải Bình thành phường mới có tên gọi là phường Hải Bình.
144. Sắp xếp toàn bộ diện tích tự nhiên, quy mô dân số của phường Trúc Lâm và các xã Phú Sơn (thị xã Nghi Sơn), Phú Lâm, Tùng Lâm thành phường mới có tên gọi là phường Trúc Lâm.
145. Sắp xếp toàn bộ diện tích tự nhiên, quy mô dân số của phường Hải Thượng, xã Hải Hà và xã Nghi Sơn thành phường mới có tên gọi là phường Nghi Sơn.
146. Sau khi sắp xếp, tỉnh Thanh Hóa có 166 đơn vị hành chính cấp xã, gồm 147 xã và 19 phường; trong đó có 126 xã, 19 phường hình thành sau sắp xếp và 21 xã không thực hiện sắp xếp là các xã Phú Xuân (huyện Quan Hóa), Mường Chanh, Quang Chiểu, Tam Chung, Pù Nhi, Nhi Sơn, Mường Lý, Trung Lý, Trung Sơn, Na Mèo, Sơn Thủy, Sơn Điện, Mường Mìn, Tam Thanh, Yên Khương, Yên Thắng, Xuân Thái, Bát Mọt, Yên Nhân, Lương Sơn, Vạn Xuân.